# Tenis en Argentina
El tenis en Argentina es uno de los deportes más populares, predominando las canchas con superficie lenta, de polvo de ladrillo. 
La primera tenista destacada internacionalmente fue Mary Terán de Weiss, quien en las décadas de 1940 y 1950 llegó a estar entre las 20 principales del mundo. Los jugadores más destacados de su historia han sido Guillermo Vilas y Gabriela Sabatini, integrantes del Salón de la Fama del Tenis Internacional. También han obtenido logros destacados Paola Suárez y Gisela Dulko, quienes lideraron el ranking mundial en dobles, Gastón Gaudio ganador del Torneo de Roland Garros en 2004, David Nalbandian, ganador del Torneo de Maestros en 2005 y Juan Martín del Potro ganador del US Open en 2009. Guillermo Vilas es el único tenista argentino ganador de  múltiples torneos de Grand Slam, 4 en total, y en la modalidad dobles femenino Paola Suárez es la tenista argentina con más títulos, 8 Grand Slam.
A nivel de representación nacional, Argentina ha ganado cinco medallas olímpicas (dos de plata y tres de bronce). La selección masculina ha ganado la Copa Davis 2016 y ha sido cuatro veces subcampeona del certamen, mientras que la selección femenina ha sido dos veces semifinalista de la Copa Billie Jean King. El equipo masculino del país cuenta con cuatro títulos de la Copa Mundial por Equipos (1980, 2002, 2007 y 2010) y tres subcampeonatos (1989, 2005 y 2011). El equipo juvenil masculino fue campeón de la Copa ITF Sunshine en 1985 y 1994 y campeón de la Copa Billie Jean King Junior en 1999 y 2004 y Copa Mundial sub-14 en 1996 y 2016.
Las principales competencias que se disputan en el país son el Torneo de Buenos Aires y el Córdoba Open, que integran el grupo de torneos del ATP Tour 250. Son dos de los cuatro torneos que conforman la denominada Gira Latinoamericana sobre polvo de ladrillo que tiene lugar a principios de año, entre la finalización del Abierto de Australia y el comienzo del Masters 1000 de Indian Wells. En 2006, acudieron al Argentina Open más de 65.000 personas durante los siete días de competencia, lo que lo hace el tercer ATP del tipo "Tour 250" con mayor concurrencia de público, detrás del de Sídney y de Los Ángeles. El jugador más ganador es Guillermo Vilas con 8 títulos individuales en el torneo porteño. En la rama femenina, el torneo más importante es el WTA 125 de Buenos Aires, disputado entre 1929 y 1987, y que tuvo su regreso desde 2021: se juega en noviembre, también sobre polvo de ladrillo.

## Era amateur

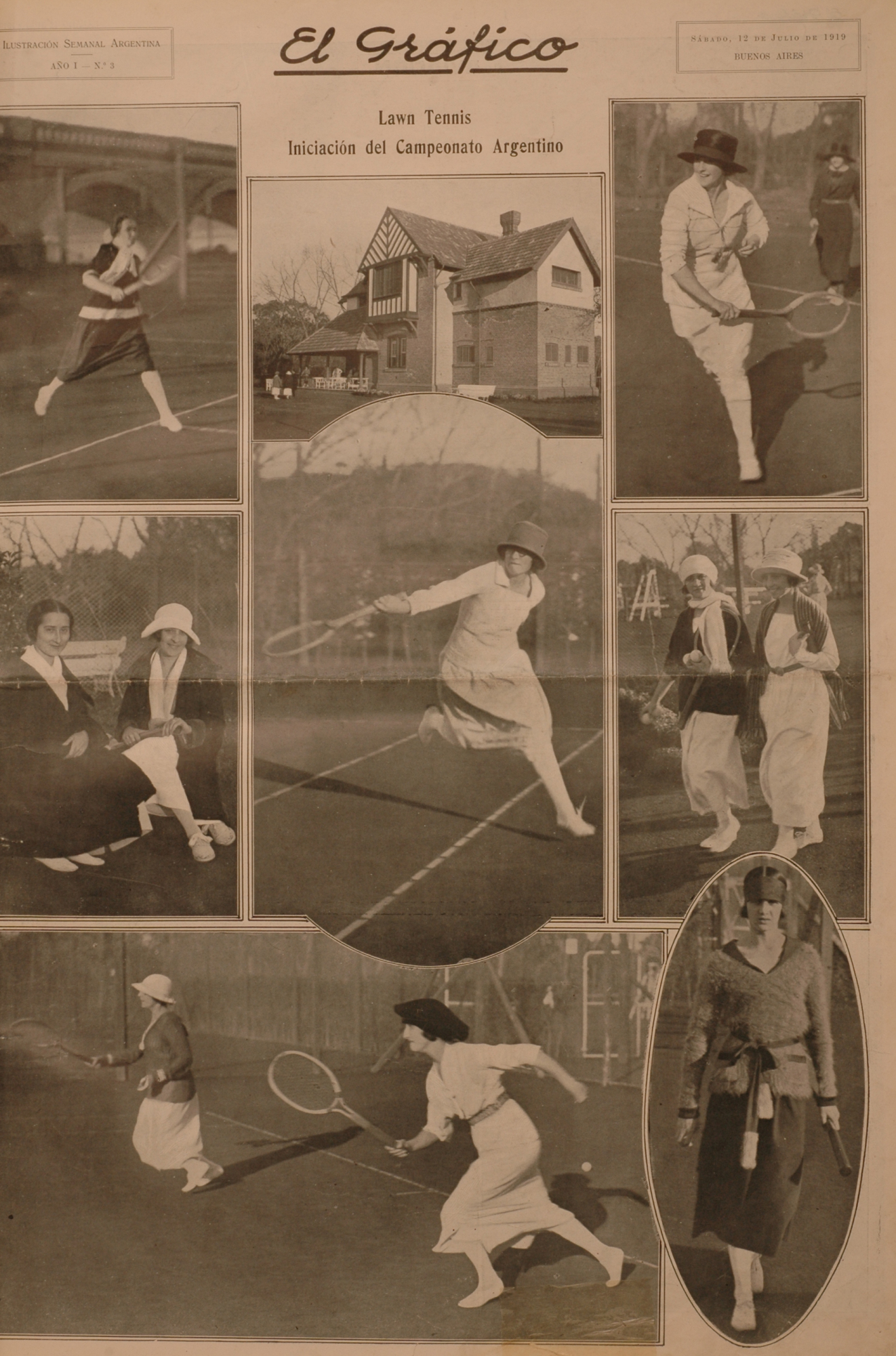
Mujeres jugando al tenis en el Buenos Aires Lawn Tennis Club, tapa de El Gráfico del 12 de julio de 1919.

El tenis nació en Escocia, sus primeros pasos en Argentina se remontan a los 1890's bajo el influjo del Imperio británico. En 1892 se creó el Buenos Aires Lawn Tennis Club, 22 años más tarde se fundó la Lawn Tennis League , la primera entidad dedicada a organizar el deporte en el país , qué en 1921 tomó el nombre de Asociación Argentina de Tenis.
La primera tenista argentina destacada internacionalmente fue una mujer, María Terán, quien en las décadas de 1940 y 1950 llegó a estar entre las 20 jugadoras más importantes del mundo. En ese momento, Mary Terán intentó popularizar el tenis en el país, encontrando fuerte resistencia en la Asociación Argentina de Tenis que pretendía mantenerlo como deporte de élite y principalmente para los hombres. Luego de 1955 sería perseguida y discriminada por sus ideas políticas en favor del peronismo, aplicándosele una política de olvido en los medios de comunicación y organizaciones deportivas. Intentando recuperar la memoria de esta precursora del tenis sudamericano, la Ciudad de Buenos Aires, en 2007, le dio su nombre al Estadio Mary Terán de Weiss, el mayor de Argentina destinado a la práctica del tenis.
Enrique Morea entre los hombres y Norma Baylon entre las mujeres, también fueron figuras importantes del tenis argentino hasta la década del '70. Morea logró las primeras actuaciones destacadas a nivel internacional, jugando dos finales de Grand Slam en dobles mixtos en Wimbledon. También llegó a dos finales de Roland Garros, ganando una de ellas. Además ganó la medalla de oro en los Juegos Panamericanos de 1951. Norma Baylon fue considerada por la prensa especializada como una de las 7 mejores jugadoras del mundo.

## Era abierta
En la era abierta, Argentina ha contado con destacados tenistas de nivel mundial, entre los que se encuentran figuras como Guillermo Vilas, Juan Martín del Potro, David Nalbandian, José Luis Clerc, Guillermo Coria, Gastón Gaudio, seguidos de otros como Alberto Mancini, Guillermo Cañas, José Acasuso, Diego Schwartzman, Juan Mónaco, Mariano Puerta, Martín Jaite, Guillermo Pérez Roldán y Juan Ignacio Chela.

### Años 1970
No obstante, el verdadero propulsor del tenis en Argentina fue Guillermo Vilas, quien obtuvo cuatro torneos de Grand Slam entre 1974 y 1979, y llegó a la final de la Copa Davis en 1981 en pareja con José Luis Clerc. Su mejor año fue 1977, cuando obtuvo 16 torneos y marcó un récord absoluto en la era abierta. Durante esa misma temporada alcanzó las 50 victorias consecutivas, un récord que hasta 2006 no había sido igualado. Vilas es uno de los tres tenistas que ganó más partidos a lo largo de la historia, con 949, y es uno de los cinco que más títulos obtuvo, con 62 en total, igualando a Björn Borg.

### Años 1980
José Luis Clerc llegó al puesto N.º 4 en 1982 y Alberto Mancini alcanzó el puesto N.º 8 del ranking ATP en 1989, Guillermo Pérez Roldán el puesto Nº13 en 1988, Eduardo Bengoechea el 21° y Horacio de la Peña el 31°, ambos en 1987.

### Años 1990
Fue un período de moderados logros donde destacó principalmente Martín Jaite quien al inicio de esta década alcanzó el puesto N.º 10 del ranking ATP, en 1990, quien junto con Horacio de la Peña y Guillermo Pérez Roldán se mantuvieron vigentes ganando títulos al comienzo de la década y Alberto Mancini en varias finales. Ese mismo año de 1990 Franco Davín alcanzó el puesto Nº30 al igual que Javier Frana en 1995. Lo siguieron Gabriel Markus Nº36 en 1992, Hernán Gumy el Nº39 en 1996, Christian Miniussi el Nº57 en 1992, Martín Rodríguez el Nº71 en 1999 y Lucas Arnold Ker el puesto Nº77 del ranking ATP. Hacia finales de la década Franco Squillari y Mariano Zabaleta harían el relevo para comenzar el mejor período de la historia del tenis argentino con un nuevo contingente de tenistas de élite.

#### 1990 - 1994
En 1990 Guillermo Pérez Roldán, Martín Jaite, Horacio de la Peña, y Franco Davín ganarían un título respectivamente. Guillermo Pérez Roldán finaliza como n.º 14.
En 1991 Christian Miniussi, Guillermo Pérez Roldán, Javier Frana y Martín Jaite ganarían un torneo cada uno. Alberto Mancini terminaría como n.º 22 del ranking ATP.
En 1992 Gabriel Markus y Guillermo Pérez Roldán ganan Nice y Casablanca respectivamente. No obstante Alberto Mancini finaliza como n.º 31 del mundo gracias a su regularidad y alcanzar la final de Masters de Miami.
En 1993 Javier Frana, Horacio de la Peña, y Guillermo Pérez Roldán gararían Charlotte, Santigo y Casablanca respectivamente. Frana finaliza como n.º 49 del ranking.
En 1994 Franco Davín ganaría el título de Bucarest y terminaría como n.º 61 del ranking.

#### 1995 - 1999
En 1995 Javier Frana obtiene el título de Nottingham finalizando como n.º 58 del ranking.
En 1996 Hernán Gumy obtiene el título de Santiago, finalizando la temporada como n.º 42. 
En 1997 no se obtienen títulos ni resultados destacables, es recordado como el peor año del tenis argentino. Hernán Gumy finaliza como n.º 1 de Argentina en el puesto 84 del mundo.
En 1998 Mariano Puerta se queda con el título de Palermo y Mariano Zabaleta con Bogotá. Zabaleta finaliza como n.º 39.
En 1999 destaca el título alcanzado por Franco Squillari en el Torneo de Múnich 1999, y la final alcanzada por Guillermo Cañas en el Torneo de Houston. También es un gran año para Mariano Zabaleta quien alcanza la final del Masters de Hamburgo 1999 perdiendo ante el chileno Marcelo Ríos, así como también dos finales más en torneos ATP 250; Ámsterdam y Sankt Polten, finalizando el año como n.º 28 del ranking ATP.

## SigloXXI: "La Legión Argentina"
Durante la década de 2000 Argentina se convirtió en una potencia del tenis mundial, siendo durante varios años el país con la mayor cantidad de jugadores entre los mejores del mundo, contando veintiún tenistas entre los Top 100 del ranking ATP durante dicho período, y destacándose particularmente por los once Top 25 del ranking ATP; David Nalbandian, Guillermo Coria, Gastón Gaudio, Guillermo Cañas, Mariano Puerta, Juan Mónaco, Franco Squillari, Juan Ignacio Chela, Agustín Calleri, José Acasuso y Mariano Zabaleta. Todos ellos nacieron entre 1975 y 1984, lo que convierte a los jugadores nacidos entre mediados de los 70s y mediados de los 80s, en la generación de oro de tenis argentino, la llamada "Legión Argentina". Como parte de la siguiente generación destacan los nacidos en los finales de los años 1980 y principios de los años 1990, Juan Martín del Potro (n.º 3), Diego Schwartzman (n.º 8), Guido Pella (n.º 20) y Leonardo Mayer (n.º 21).

### Años 2000

#### 2000-2004
Comenzando la década, Franco Squillari logra su mejor rendimiento alcanzando el puesto Nº11 del ranking ATP, luego de ganar el ATP 500 de Stuttgart, y el ATP 250 de Múnich, dando así inicio a una década con una generación de oro para el tenis argentino, llena de presencia y logros en el circuito ATP. Ese mismo año 2000, Juan Ignacio Chela se alzaría con el ATP 500 de Ciudad de México y Mariano Puerta con el ATP 250 de Bogotá. Además Mariano Zabaleta alcanzaría el mejor puesto de su carrera en el ranking, el lugar N.º 21, mientras Squillari terminaría como Nº14 del mundo y N.º 1 de Argentina.
Durante la temporada ATP de 2001 se obtendrían dos títulos; Guillermo Coria ganaría el ATP 250 de Viña del Mar, mientras que Guillermo Cañas se alzaría con el ATP 250 de Casablanca. Cañas terminaría como N.º 1 de Argentina en el puesto Nº15 del mundo.
David Nalbandian, a la temprana edad de 20, alcanza la final del Wimbledon 2002 perdiendo ante el N.º 1 del mundo Lleyton Hewitt, y transformándose en el único argentino en la historia en alcanzar dicha final. Además ganaría los títulos en el ATP 250 de Estoril y Basilea. Guillermo Cañas ganaría el ATP Masters 1000 de Toronto frente a Andy Roddick, convirtiéndose en el primer argentino en lograr un título en categoría Masters Series iniciada en 1990. También ganaría el ATP 250 de Chennai. Gastón Gaudio ganaría los ATP 250 de Barcelona y Mallorca en semanas consecutivas. Juan Ignacio Chela y José Acasuso ganarían el ATP 250 de Amersfoort y Sopot respectivamente.
La temporada ATP de 2002 terminaría con 4 jugadores entre los primeros 25; David Nalbandian Nº12, Guillermo Cañas Nº15, Juan Ignacio Chela N.º 21 y Gastón Gaudio Nº23.
En 2003 Guillermo Coria explotaría en el circuito, ganando el ATP Masters 1000 de Hamburgo ante su compatriota Agustín Calleri, además de los torneos ATP 500 de Kitzbuhel y Stuttgart. y los ATP 250 de Sopot y Basilea. Además Mariano Zabaleta ganaría en el ATP 250 de Bastad, mientras Agustín Calleri en Acapulco, alcanzando su peak en el ranking en el puesto Nº16. La temporada termina con Coria como N.º 5 del ranking mundial, Nalbandian como N.º 8 gracias a alcanzar la final de ATP Masters 1000 de Canadá, Calleri como Nº24, y Zabaleta como Nº27.
En 2004, Gastón "Gato" Gaudio le gana la final de Roland Garros a Guillermo Coria en una dramática final por 0-6 3-6 6-4 6-1 8-6, y obtuvo un torneo de Grand Slam para Argentina tras 25 años de sequías; en ese campeonato tres de los cuatro semifinalistas fueron argentinos, ya que David Nalbandian perdió con Gaudio en semifinales, mientras Juan Ignacio Chela fue cuartofinalista.
Coria además gana el ATP Masters 1000 de Monte Carlo y el ATP 250 de Buenos Aires. Guillermo Cañas obtiene tres títulos; el ATP 250 de Stuttgart, de Shanghái, y Umag. José Acasuso, Juan Ignacio Chela
y Mariano Zabaleta ganan los torneos ATP 250 de Bucarest, Estoril, Bastad respectivamente. Mientras David Nalbandian es finalista de los ATP Masters 1000 de Roma y Madrid.
Durante la temporada 2004 alcanzan su peak en el ranking Coria (N.º 3), Gaudio (Nª5) y Chela (Nº15). Paralelamente Argentina se transforma en la principal potencia del tenis mundial al terminar la temporada 2004 con Coria en el puesto N.º 7, Nalbandian en el N.º 9, Gaudio en el N.º 10, Cañas en el Nº12 y Chela Nº26, el mejor año de la historia del tenis argentino considerando el ranking de los 5 mejores jugadores.

#### 2005 - 2009
En el 2005 Gastón Gaudio ganaría 5 títulos; el ATP 500 de Kitzbuhel, y los ATP 250 de Viña del Mar, Buenos Aires, Estoril y Gstaad. Mariano Puerta llegaría a la final de Roland Garros 2005 perdiendo ante Rafael Nadal, y ubicando por segundo año consecutivo a un argentino en la final, y también ganaría el ATP 250 de Casablanca. Guillermo Coria ganaría el ATP 250 de Umag, y llegaría a la final de 2 torneos de la serie Masters; Montecarlo y Roma. David Nalbandian gana la Copa Masters de 2005 ante el entonces número 1 del mundo Roger Federer por 6-7 6-7 6-2 6-1 y 7-6 en un emocionante y largo partido disputado en Shanghái. Este sería la segunda copa de maestros ganada por un argentino, luego de que Guillermo Vilas la haya ganado en 1974. También ganaría en el ATP 250 de Múnich.
El 2005 vería a Argentina nuevamente como una potencia mundial terminando la temporada con Nalbandian como n.º 6 del mundo, Coria n.º 8, Gaudio n.º 10, Puerta n.º 13 (aunque extraoficialmente ya que fue castigado por dopaje), y Chela n.º 39. Cañas y Puerta alcanzarían su peak en el ranking con los puestos n.º 8 y n.º 9 respectivamente durante el año.
En la la temporada 2006 se ganan 3 títulos, Agustín Calleri gana el ATP 500 de Kitzbuhel, José Acasuso gana ATP 250 de Viña del Mar alcanzando su peak en el puesto n.º 20, y David Nalbandian el ATP 250 de Estoril alcanzando el puesto n.º 3 del ranking ATP. La temporada termina con Nalbandian como n.º 8, Acasuso n.º 27, Calleri n.º 29, Chela n.º 33 y Gaudio n.º 34 del ranking ATP.
En la temporada 2007 destaca nuevamente David Nalbandian al ganar los torneos ATP Masters 1000 de Madrid y París, de forma consecutiva y ganándole también de forma consecutiva al n.º 1 Roger Federer y al n.º 2 Rafael Nadal en ambos torneos. Por otra lado emerge la figura de Juan Mónaco quedándose con el ATP 500 de Kitzbuhel, y los ATP 250 de Pörtschach y Buenos Aires. Juan Ignacio Chela gana el ATP 500 de Acapulco y Guillermo Cañas el ATP 250 de Costa de Sauipe, además de alcanzar la final del ATP Masters 1000 de Miami dejando a Roger Federer en el camino.
La temporada termina con Nalbandian n.º 9, Cañas n.º 15, Chela n.º 20, y Mónaco n.º 23. Además otros jugadores menos exitosos de la "Armada Argentina" alcanzan su peak durante el año; Sergio Roitman es n.º 62, Diego Hartfield es n.º 73 y Juan Pablo Guzmán el n.º 100 del ranking ATP. A final de año, un total de 11 jugadores argentinos se encuentran entre los primeros 90 del ranking ATP, consolidando la presencia en el circuito por parte de la Armada. 
En la temporada 2008 emerge la figura de Juan Martín del Potro como bastión de la nueva generación de tenistas argentinos. Obtiene en semanas consecutivas los torneos ATP 500 de Kitzbuhel y Stuttgart, y los ATP 250 de Los Ángeles y Washington siendo el sexto argentino en alcanzar el Top 10 durante la década. David Nalbandian gana el ATP 250 de Estocolmo y Buenos Aires, además alcanza la final del ATP Masters 1000 de París.
La temporada termina como del Potro como nuevo n.º 1 de Argentina en el puesto n.º 9, seguido de Nalbandian n.º 11, Mónaco n.º 47 y Acasuso n.º 48. Mónaco llega al puesto n.º 14, mientras Juan Pablo Brzezicki ingresa al Top 100 en el puesto n.º 94. 
En la temporada 2009 Juan Martín del Potro nuevamente brilla al ganar el Abierto de Estados Unidos ante Roger Federer en la final por 3-6 7-6 4-6 7-6 6-2. También gana el ATP 500 de Washington y el ATP 250 de Auckland. No logra ganar las finales del ATP World Tour Finals 2009 ni el ATP Masters 1000 de Montreal, pero de igual forma termina la temporada como n.º 5 del mundo, seguido de Mónaco en el n.º 30. David Nalbandian gana el ATP 250 de Sídney.
Por otra parte, otros jugadores logran ingresar al Top 50 como Horacio Zeballos en el puesto n.º 41 y Martín Vassallo Argüello en el n.º 47, y al Top 100 como Máximo González en el lugar n.º 58, Diego Junqueira en el n.º 68 y Brian Dabul en el n.º 82.

### Años 2010's
Durante la década de 2010 Juan Martín del Potro (n.º 3) encabeza una nueva generación de tenistas argentinos, compuesta también por Diego Schwartzman (n.º 8), Guido Pella (n.º 20), Leonardo Mayer (n.º 21), Federico Delbonis (n.º 33), Horacio Zeballos (n.º 39), Eduardo Schwank (n.º 48), Juan Ignacio Lóndero (n.º 50), Facundo Bagnis (n.º 55), Guido Andreozzi (No.70), Renzo Olivo (n.º 78), Nicolás Kicker (n.º 78), Martín Alund (n.º 84), Federico Coria (n.º 52) entre otros, inspirados en los logros de la anterior generación.

#### 2010 - 2014
Empezando la década Juan Martín del Potro alcanza la posición N.º 4 del ranking mundial, la mejor en su carrera por aquel entonces, sin embargo debido a una lesión en la muñeca, se opera y se pierde todo el resto de la temporada. 
David Nalbandian gana el ATP 500 de Washington y Juan Ignacio Chela gana en el ATP 250 de Houston y Bucarest. Una nueva generación empieza a aparecer, pues a del Potro y Horacio Zeballos se suman Eduardo Schwank en el puesto Nº48, y Leonardo Mayer en el Nº51. La temporada 2010 termina con Mónaco como Nº26, Nalbandian Nº27 y Chela Nº38, sin contar con un Top 10 al término de temporada por primera vez desde el 2002 cuando Nalbandian siendo N.º 1 de Argentina terminó Nº12 del mundo.
La temporada 2011 se destaca por el regreso de Juan Martín del Potro quien triunfa en los torneos ATP 250 de Delray Beach y Estoril finalizando la temporada como Nº11 del mundo. Mónaco finaliza Nº26 y Chela, a sus 32 años, Nº29.
La temporada 2012 comienza para la Argentina con la final del ATP 250 de Viña del Mar obtenida por Juan Mónaco ante Carlos Berlocq. Gracias a esta final y otros buenos resultados Carlos Berlocq obtiene su mejor ranking en el puesto Nº37. Juan Martín Del Potro obtiene los títulos ATP 250 de Marsella, ATP 250 de Estoril, ATP 250 de Viena, y el ATP 500 de Basilea arrebatándole la copa al local Roger Federer, además de la medalla de bronce en los Juegos Olímpicos de Londres 2012 derrotando a Novak Djokovic en la definición. Mientras que Juan Mónaco obtiene el título de ATP 250 de Houston, y luego en semanas consecutivas alcanza la final del ATP 250 de Stuttgart y luego se alza con el título en el ATP 500 de Hamburgo, permitiéndole así ingresar al Top Ten por primera vez en el puesto número 10. Del Potro termina N.º 7 y Mónaco N°12.
En la temporada 2013 Juan Martín Del Potro continuaría su gran retorno alzándose con cuatro torneos ATP 500; Róterdam, Tokio, Washington, y Basilea, además de alcanzar 2 finales en torneos Masters 1000; Indian Wells y Shanghái perdiendo con Rafael Nadal y Novak Djokovic respectivamente. Juan Mónaco ganaría el ATP 250 de Dusseldorf, mientras que Horacio Zeballos y Carlos Berlocq ganarían su primer ATP 250; en Viña del Mar y Bastad respectivamente. Del Potro termina el año N.º 5, Berlocq N°41, Mónaco N°42 y un emergente Federico Delbonis N°55.
En la temporada 2014 Juan Martín Del Potro nuevamente se lesiona y pierde gran parte de la temporada, igualmente ganando un título en enero en el Sídney. Carlos Berlocq y Federico Delbonis ganarían el Torneo de Portugal, y el Torneo de Sao Pablo respectivamente, mientras Leonardo Mayer ganaría el ATP 500 de Hamburgo, llegaría a la final de Viña del Mar, y alcanzaría los octavos de final de Wimbledon, logrando así su mejor ranking personal en el puesto n.º 25, siendo el n.º 1 del país. Delbonis termina n.º 60, el joven Diego Schwartzman 61, Mónaco 62 y Berlocq 72.

#### 2015 - 2019
Juan Mónaco y Leonardo Mayer alcanzarían las finales de Buenos Aires y Niza respectivamente. Mayer finaliza el año como n.º 35 de ranking nuevamente como el único argentino en el top 50. Por lo demás, el año 2015 no fue bueno para el tenis argentino: por primera vez en 18 años, ningún tenista argentino consiguió un título ATP. Delbonis termina n.º 53, Mónaco 54, Pella 74 y Schwartzman 88.
En 2016 Guido Pella alcanzó la final del Torneo de Río de Janeiro e ingresó por primera vez a los top 50 del ranking. Juan Mónaco gana el Torneo de Houston 2016, Delbonis gana el Torneo de Marrakech 2016, Schwartzman gana el Torneo de Estambul 2016 todos ATP 250. Sin embargo es Juan Martín del Potro quien destaca por volver a la competición después de casi 2 años, logrando la medalla de plata en los Juegos Olímpicos de Río de Janeiro 2016 y los cuartos de final del Abierto de Estados Unidos 2016, y derrotando al No.1 Novak Djokovic, al No.2 Andy Murray, al No.3 Stan Wawrinka, y al No.4 Rafael Nadal en la temporada. Mientras Facundo Bagnis gana 6 ATP Challengers y alcanza el puesto 55, y Renzo Olivo el 83 con dos títulos logrados. Por otra parte, Argentina logró la Copa Davis 2016 estrenando palmarés en el histórico torneo al cual había llegado a la instancia decisiva en cuatro ocasiones, perdiendo la definición en cada una de ellas. El equipo albiceleste consiguió el título habiendo disputado todas sus series en calidad de visitante (inédito en la era moderna) en las que derrotó a Polonia, Italia, Reino Unido y Croacia. Otra de las particularidades de la histórica hazaña argentina es que logró la "ensaladera" sin ningún tenista dentro del Top 30 del ranking ATP.
En mayo de 2017 Juan Mónaco anuncia su retiro del tenis profesional, el más joven de la generación de tenistas conocidos como la "Legión Argentina". Del Potro alcanza la semifinal del Abierto de Estados Unidos, y luego en finales consecutivas gana nuevamente Estoril, y pierde ante Federer en Basilea. En el Masters de París queda a una victoria de terminar como Top 10 e ingresar al torneo de Maestros, pero John Isner lo derrota en cuartos de final impidiéndoselo. Finaliza como n.º 11 del Ranking ATP. Por otra parte Diego Schwartzman tiene una gran temporada, alcanzando una final en Amberes y los cuartos de final en el Abierto de Estados Unidos, de Masters de Monte Carlo, y de Montreal, finalizando la temporada en e puesto n.º 26. Leonardo Mayer logra nuevamente el Torneo de Hamburgo, y logra finalizar en el puesto n.º 52. Pella 64, Zeballos 66, y Delbonis 68. Nicolás Kicker y Renzo Olivo alcanzan el puesto 78.º durante el año.
En 2018 Del Potro logra ganar su primer Masters 1000 en Indian Wells, lo que sumado al ATP 500 de Acapulco y la final del Abierto de Estados Unidos, le permiten alcanzar el puesto n.º 3 del ranking por primera vez. Sin embargo se vuelve a lesionar, esta vez de la rodilla, a fines de año. Schwartzman gana el ATP 500 de Río de Janeiro y alcanza el puesto n.º 11 del ranking. Pella alcanza la final de Umag, y Mayer la final de Hamburgo. Finalmente Del Potro finaliza 5, Schwartzman 17, Mayer 56, Pella 58, Andreozzi irrumpe en el puesto 78 y Delbonis 80.
En 2019 Schwartzman gana el Torneo de Los Cabos, es finalista en Viena, semifinalista en el Masters de Roma, y cuartofinalista del Abierto de Estados Unidos. Guido Pella y Juan Ignacio Lóndero ganan sus primeros títulos en Brasil y en Córdoba respectivamente, y logran ingresar al Top 20 y Top 50. Schwartzman finaliza 14, Pella 25, Londero 50, Delbonis 76, y Mayer 92. Carlos Berlocq se retira del tenis siendo el último de la generación de la "legión argentina" en hacerlo.

### Años 2020's
Para la generación de los años 2020's aparecen nuevos tenistas nacidos a fines de los 90's y principios de los 2000's que llegan al Top 100, como los hermanos Francisco y Juan Manuel Cerúndolo, Sebastián Báez, Tomás Martín Etcheverry, Pedro Cachín, Facundo Díaz Acosta, Mariano Navone, Thiago Agustín Tirante, Francisco Comesaña y Camilo Ugo Carabelli. 

#### 2020-2024
En el Torneo de Roland Garros 2024, la aparición de los tenistas nacidos en el inicio del siglo se hizo notar, con 8 apariciones masculinas (Navone, Báez, Cerúndolo, Etcheverry, Coria, Cachín, Tirante y Burruchaga) y 3 apariciones femeninas (Carlé, Podoroska, Riera) en el cuadro principal. Facundo Díaz Acosta también formaba parte pero declinó su participación por una lesión.

## Actualidad
Tenistas argentinos entre los 200 mejores del ranking ATP al 18 de agosto de 2025.
| Nombre                  | Ranking | Edad                              |
| ----------------------- | ------- | --------------------------------- |
| Francisco Cerúndolo     | 19      | 13 de agosto de 1998 (27 años)    |
| Sebastián Báez          | 40      | 28 de diciembre de 2000 (24 años) |
| Camilo Ugo Carabelli    | 43      | 17 de junio de 1999 (26 años)     |
| Francisco Comesaña      | 54      | 6 de octubre de 2000 (24 años)    |
| Tomás Martín Etcheverry | 58      | 18 de julio de 1999 (26 años)     |
| Mariano Navone          | 74      | 27 de febrero de 2001 (24 años)   |
| Juan Manuel Cerúndolo   | 85      | 15 de noviembre de 2001 (23 años) |
| Thiago Agustín Tirante  | 117     | 10 de abril de 2001 (24 años)     |
| Juan Pablo Ficovich     | 130     | 24 de enero de 1997 (28 años)     |
| Román Andrés Burruchaga | 144     | 23 de enero de 2002 (23 años)     |
| Federico Coria          | 153     | 9 de marzo de 1992 (33 años)      |
| Marco Trungelliti       | 183     | 31 de enero de 1990 (35 años)     |

## Tenis femenino
La mejor jugadora argentina de la historia es Gabriela Sabatini, quien obtuvo la medalla de plata en los Juegos Olímpicos de Seúl 1988. En 1990 ganó su único Grand Slam en individuales en Estados Unidos: el Abierto de Estados Unidos y logró el título de Wimbledon en dobles junto a Steffi Graf. En 1989, 1991 y 1992 terminó en su mejor posición en el ranking mundial: el tercer puesto. Sabatini logró 27 torneos en individuales y 12 en dobles.
En tanto, Paola Suárez alcanzó las semifinales individuales de Roland Garros 2004. Ivanna Madruga disputó los cuartos de final del Abierto de Estados Unidos 1980 y 1983. Bettina Fulco jugó los cuartos de final de Roland Garros 1988, e Inés Gorrochategui en Roland Garros 1994.
Por otra parte, Suárez y Gisela Dulko son las únicas jugadoras profesionales de Argentina que llegaron al primer puesto de la clasificación mundial en la modalidad de dobles femenino, acompañadas de la española Virginia Ruano y la italiana Flavia Pennetta respectivamente. Suárez logró 8 títulos de Grand Slam en dobles femeninos y alcanzó dos finales en dobles mixtos. Dulko obtuvo el Abierto de Australia en 2011, mientras que en 2010 llegó a semifinales de Wimbledon y ganó los Masters de Miami, Roma y Montreal, así como el WTA Finals, todos en dobles femeninos.
El año 2020, de la mano de Nadia Podoroska, el tenis femenino de Argentina vuelve a figurar en las plazas de élite. Ganó en 2019 la Medalla de Oro en los Juegos Panamericanos de 2019 de Lima. Escaló su rendimiento en 2020, llegando desde la clasificación a las semifinales de Roland Garros, cerrando luego el año con los cuartos de final en el WTA de Linz, y terminando en el puesto 47° del ranking, siendo la primera argentina entre las cincuenta mejores desde Dulko en 2011.

## Tenista número uno al finalizar la temporada

### Masculino
| Año  | Jugador                    | Ranking | Principales resultados |
| ---- | -------------------------- | ------- | --- |
| 1973 | Guillermo Vilas            | 31°     | Tercera ronda en Roland Garros. Campeón en Buenos Aires, semifinal en Louisville. |
| 1974 | Guillermo Vilas (2)        | 5°      | Campeón del Masters Grand Pix, el super series de Toronto y otros cinco títulos en arcilla. Octavos de final en el Abierto de los Estados Unidos, tercera ronda en Roland Garros y Wimbledon. |
| 1975 | Guillermo Vilas (3)        | 2°      | Primera final de Grand Slam en Roland Garros. Semifinal en el Abierto de EE.UU. y cuartos de final en Wimbledon. Campeón del Super series de Washington y otros cuatro títulos en arcilla. |
| 1976 | Guillermo Vilas (4)        | 6°      | Semifinal en el Abierto de EE.UU. y cuartos de final en Roland Garros y Wimbledon. Segundo título en el super series de Toronto, sumado a otros cinco títulos entre arcilla, dura y moqueta. |
| 1977 | Guillermo Vilas (5)        | 2°      | Campeón en Roland Garros y el Abierto de Estados Unidos. Final en el Abierto de Australia. Récord histórico de títulos en una misma temporada (16), incluyendo el super series de Washington y un total de 14 títulos en arcilla. Récord histórico de mayor cantidad de victorias en una misma temporada (145). Varias fuentes lo consideran el número uno de ese año. |
| 1978 | Guillermo Vilas (6)        | 3°      | Campeón en el Abierto de Australia. Final en Roland Garros. Campeón en el super series de Hamburgo y otros cinco títulos. |
| 1979 | Guillermo Vilas (7)        | 6°      | Campeón en el Abierto de Australia. Cuartos de final en Roland Garros. Campeón de otros tres títulos. |
| 1980 | Guillermo Vilas (8)        | 5°      | Semifinal en el Abierto de Australia. Cuartos de final en Roland Garros. Campeón del super series de Roma y dos títulos menores en arcilla (Kitzbühel, Palermo). |
| 1981 | José Luis Clerc            | 5°      | Semifinal en Roland Garros. Octavos de final en el Abierto de los Estados Unidos. Campeón del super series de Roma y otros cinco títulos en arcilla. |
| 1982 | Guillermo Vilas (9)        | 4°      | Final en Roland Garros. Semifinal en el Abierto de los Estados Unidos. Campeón del super series de Montecarlo, y de otros seis títulos. Entre ellos, su octavo y último título en Buenos Aires. |
| 1983 | José Luis Clerc (2)        | 8°      | Campeón de los torneos de Guarujá (dura), Boston, Washington y North Conway (arcilla). |
| 1984 | Guillermo Vilas (10)       | 28°     | Tercera ronda en el Abierto de Estados Unidos. Semifinal en los super series de Montecarlo y Hamburgo. |
| 1985 | Martín Jaite               | 20°     | Cuartos de final en Roland Garros, tercera ronda en el Abierto de Estados Unidos. Campeón en Buenos Aires, final en Washington y Boston. |
| 1986 | Martín Jaite (2)           | 17°     | Octavos de final en Roland Garros. Campeón en Bolonia y Stuttgart. |
| 1987 | Martín Jaite (3)           | 14°     | Octavos de final en Roland Garros. Final en el super series de Roma. Campeón en Barcelona y Palermo. |
| 1988 | Guillermo Pérez-Roldán     | 18°     | Cuartos de final en Roland Garros, tercera ronda en el Abierto de Estados Unidos. Final en el super series de Roma. Campeón en Múnich, final en otros tres torneos en arcilla. |
| 1989 | Alberto Mancini            | 9°      | Cuartos de final en Roland Garros, octavos de final en el Abierto de los Estados Unidos. Campeón de los super series de Montecarlo y Roma. |
| 1990 | Guillermo Pérez-Roldán (2) | 14°     | Octavos de final en Roland Garros. Cuartos de final en el masters series de Roma. Campeón en San Marino y final en otros tres torneos en arcilla. |
| 1991 | Alberto Mancini (2)        | 22°     | Octavos de final en Roland Garros. Final en el masters series de Roma y final en otros dos torneos en arcilla. |
| 1992 | Alberto Mancini (3)        | 31°     | Tercera ronda en Roland Garros. Final en el masters series de Miami y en Kitzbuhel. |
| 1993 | Javier Frana               | 49°     | Tercera ronda en Wimbledon. Campeón en Santiago, final en Newport. |
| 1994 | Franco Davín               | 61°     | Campeón en Bucarest. Cuartos de final en otros cuatro torneos ATP. Campeón del challenger de Punta del Este. |
| 1995 | Javier Frana (2)           | 58°     | Tercera ronda en Wimbledon. Campeón en Nottingham, final en Bermudas y Pinehurst. |
| 1996 | Hernán Gumy                | 42°     | Tercera ronda en el Abierto de Australia y el Abierto de Estados Unidos. Campeón en Santiago, final en Oporto. |
| 1997 | Hernán Gumy (2)            | 84°     | Tercera ronda en el Abierto de Estados Unidos. Cuartos de final en tres torneos ATP. |
| 1998 | Mariano Zabaleta           | 39°     | Tercera ronda en Roland Garros. Campeón en Bogotá, semifinal en Ámsterdam. |
| 1999 | Mariano Zabaleta (2)       | 28°     | Final en el masters series de Hamburgo, cuartos de final en el masters series de Stuttgart. Final en Sankt Pölten y Ámsterdam. |
| 2000 | Franco Squillari           | 14°     | Semifinal en Roland Garros, tercera ronda en el Abierto de Australia. Cuartos de final del masters series de Cincinnati. Campeón del series gold de Stuttgart. Campeón de Múnich. |
| 2001 | Guillermo Cañas            | 15°     | Octavos de final en Roland Garros y Wimbledon. Campeón en Casablanca, final en otros tres torneos (dos de ellos, los series gold de Stuttgart y Viena). |
| 2002 | David Nalbandian           | 12°     | Final en Wimbledon, tercera ronda en Roland Garros. Cuartos de final en el masters series de Toronto. Campeón en Estoril y Basilea. |
| 2003 | Guillermo Coria            | 5°      | Semifinal en Roland Garros, cuartos de final en el Abierto de los Estados Unidos, octavos de final en el Abierto de Australia. Campeón en el masters series de Hamburgo, en los gold series de Stuttgart y Kitzbuhel y los torneos de Sopot y Basilea. Final en el masters series de Montecarlo.                                                                       |
| 2004 | Guillermo Coria (2)        | 7°      | Final en Roland Garros. Campeón en el masters series de Montecarlo, final de Miami y Hamburgo en la misma categoría. Campeón en Buenos Aires. |
| 2005 | David Nalbandian (2)       | 6°      | Campeón del Tennis Masters Cup. Cuartos de final en Australia, Wimbledon y el Abierto de EE.UU., octavos en Roland Garros. Semifinal en el masters series de Madrid. Campeón en Múnich. |
| 2006 | David Nalbandian (3)       | 8°      | Semifinal en el Abierto de Australia y el Abierto de los Estados Unidos. Semifinal en el Tennis Masters Cup y los masters series de Miami, Roma y Madrid. Campeón en Estoril. |
| 2007 | David Nalbandian (4)       | 9°      | Octavos de final en el Abierto de Australia y Roland Garros, tercera ronda en Wimbledon y el Abierto de EE.UU. Campeón en los masters series de Madrid y París. |
| 2008 | Juan Martín del Potro      | 9°      | Cuartos de final en el Abierto de los Estados Unidos. Cuartos de final en el masters series de Madrid. Campeón de cuatro títulos en un mes, dos de categoría gold series (Stuttgart y Kitzbuhel). |
| 2009 | Juan Martín del Potro (2)  | 5°      | Campeón del Abierto de Estados Unidos, semifinal en Roland Garros, cuartos de final en Australia. Final en el ATP World Tour Finals y el masters de Montreal. Campeón de otros dos títulos. |
| 2010 | Juan Mónaco                | 26°     | Tercera ronda en el Abierto de Australia. En masters 1000, semifinal en Shanghái y cuartos de final en Indian Wells. Final en Santiago. |
| 2011 | Juan Martín del Potro (3)  | 11°     | Octavos de final en Wimbledon, tercera ronda en Roland Garros y el Abierto de Estados Unidos. Semifinal en el masters 1000 de Indian Wells. Campeón en Delray Beach y Estoril. |
| 2012 | Juan Martín del Potro (4)  | 7°      | Medalla de bronce en los Juegos Olímpicos. Cuartos de final en Australia, Roland Garros y el Abeirto de EE.UU. Semifinal del ATP World Tour Finals y los masters de Madrid y Cincinnati. Campeón de cuatro títulos, uno de categoría ATP 500 (Basilea). |
| 2013 | Juan Martín del Potro (5)  | 5°      | Semifinal en Wimbledon. En masters 1000, alcanzó final en Indian Wells y Shanghái y semifinal en Cincinnati. Campeón de cuatro ATP 500 (Róterdam, Washington, Tokio y Basilea). |
| 2014 | Leonardo Mayer             | 28°     | Octavos de final en Wimbledon, tercera ronda en Roland Garros y el Abierto de Estados Unidos. Campeón del ATP 500 de Hamburgo, final en Santiago. |
| 2015 | Leonardo Mayer (2)         | 35°     | Tercera ronda en Roland Garros y Wimbledon. Final en Niza. |
| 2016 | Juan Martín del Potro (6)  | 38°     | Medalla de plata en los Juegos Olímpicos. Cuartos de final en el Abierto de Estados Unidos, tercera ronda en Wimbledon. Campeón en Estocolmo. |
| 2017 | Juan Martín del Potro (7)  | 11°     | Semifinal en el Abierto de Estados Unidos. En masters 1000, semifinal en Shanghái y cuartos de final en Roma y París. Final del ATP 500 de Basilea. Campeón en Estocolmo. |
| 2018 | Juan Martín del Potro (8)  | 5°      | Final en el Abierto de Estados Unidos, semifinal en Roland Garros, cuartos de final en Wimbledon. Campeón del masters 1000 de Indian Wells y en el ATP 500 de Acapulco. |
| 2019 | Diego Schwartzman          | 14°     | Cuartos de final en el Abierto de Estados Unidos. Semifinal en el masters 1000 de Roma. Final en el ATP 500 de Viena. Campeón en Los Cabos. Final en Buenos Aires. |
| 2020 | Diego Schwartzman (2)      | 9°      | Semifinal en Roland Garros, octavos de final en el Abierto de Australia. En masters 1000, final en Roma y cuartos de final en París. Final en Córdoba y en Colonia-2. |
| 2021 | Diego Schwartzman (3)      | 13°     | Cuartos de final en Roland Garros, octavos en el Abierto de Estados Unidos. Cuartos de final en el masters 1000 de Indian Wells. Campeón en Buenos Aires. Final en Amberes. |
| 2022 | Diego Schwartzman (4)      | 25°     | Octavos de final en Roland Garros, tercera ronda en el Abierto de Estados Unidos. Cuartos de final en el masters 1000 de Montecarlo. Final en el ATP 500 de Río de Janeiro. Final en Buenos Aires. |
| 2023 | Francisco Cerúndolo        | 21°     | Octavos de final en Roland Garros, tercera ronda en el Abierto de Australia. Cuartos de final en los masters 1000 de Miami y Roma. Campeón en Eastbourne. Final en Lyon. |
| 2024 | Sebastián Báez             | 27°     | Tercera ronda en el Abierto de Australia. Campeón en el ATP 500 de Río de Janeiro y en el ATP 250 de Santiago. Semifinal en el ATP 500 de Hamburgo y en el ATP 250 de Córdoba. |

### Femenino
| Año  | Jugador                 | Ranking | Principales resultados |
| ---- | ----------------------- | ------- | --- |
| 1975 | Raquel Giscafré         | 53°     | Cuartos de final en Roland Garros. Cuartos de final en los virginia slims de Sarasota y Detroit, así como de otros dos torneos menores en Bastad y Kitzbuhel. |
| 1976 | Raquel Giscafré (2)     | 85°     | Segunda ronda en el Abierto de Estados Unidos. |
| 1977 | Viviana González        | 75°     | Segunda ronda en Roland Garros. |
| 1978 | Viviana González (2)    | 40°     | Octavos de final en Roland Garros. En los torneos colgate series, alcanzó la final en Indianápolis y cuartos de final en Toronto y Hamburgo. |
| 1979 | Ivanna Madruga          | 29°     | Segunda ronda en Wimbledon. Cuartos de final en los colgate series de Roma y New Jersey. |
| 1980 | Ivanna Madruga (2)      | 22°     | Cuartos de final en Roland Garros y el Abierto de Estados Unidos. En los colgate series, final en Salt Lake City y semifinal en Hilton Head, Perugia e Indianápolis. |
| 1981 | Ivanna Madruga (3)      | 27°     | Tercera ronda en Roland Garros. En los colgate series, final en Berlín y cuartos de final en Amelia Island y Hilton Head. |
| 1982 | Ivanna Madruga (4)      | 34°     | Octavos de final en Roland Garros, segunda ronda en el Abierto de Estados Unidos. Cuartos de final en el toyota series de Amelia Island. |
| 1983 | Ivanna Madruga (5)      | 17°     | Cuartos de final en el Abierto de Estados Unidos, octavos de final en Roland Garros. Semifinal en Hamburgo y Freiburg. |
| 1984 | Ivanna Madruga (6)      | 64°     | Semifinal en Taranto, cuartos de final en Marco Island, Palm Beach y Lugano. |
| 1985 | Gabriela Sabatini       | 12°     | Semifinal en Roland Garros, tercera ronda en Wimbledon. Campeona en Tokio, final en Hilton Head y Tampa. |
| 1986 | Gabriela Sabatini (2)   | 9°      | Semifinal en Wimbledon, octavos de final en Roland Garros y el Abierto de Estados Unidos. Campeona en Buenos Aires, final en Indianápolis. |
| 1987 | Gabriela Sabatini (3)   | 6°      | Semifinal en Roland Garros, cuartos de final en Wimbledon y el Abierto de Estados Unidos. Final en el Virginia Slims Championships. Campeona en Tokio, Brighton y Buenos Aires, final en Roma. |
| 1988 | Gabriela Sabatini (4)   | 4°      | Medalla de plata en los Juegos Olímpicos. Campeona del Virginia Slims Championships. Final en el Abierto de Estados Unidos, semifinal en Roland Garros. Campeona en los Tier II de Boca Raton y Montreal, y finalista en otros tres torneos de dicha categoría, además de un título menor en Roma. |
| 1989 | Gabriela Sabatini (5)   | 3°      | Semifinal en el Abierto de Australia y el Abierto de Estados Unidos. Semifinal en el Virginia Slims Championships. En torneos Tier I, campeona en Miami y final en Berlín. Campeona en otros tres torneos.                                                                                         |
| 1990 | Gabriela Sabatini (6)   | 5°      | Campeona en el Abierto de Estados Unidos. Semifinal en Wimbledon. Final en el Virginia Slims Championships. Campeona en el Tier II de Boca Raton. |
| 1991 | Gabriela Sabatini (7)   | 3°      | Final en Wimbledon, semifinal en Roland Garros, cuartos en los abiertos de Australia y Estados Unidos. Semifinal en el Virgina Slims Championships. Campeona en los Tier I de Boca Raton, Hilton Head y Roma.                                                                                      |
| 1992 | Gabriela Sabatini (8)   | 3°      | Semifinal en Australia, Roland Garros y Wimbledon, cuartos en Estados Unidos. Semifinal en el Virgina Slims Championships. Campeona en los Tier I de Hilton Head y Roma, además de otros tres torneos.                                                                                             |
| 1993 | Gabriela Sabatini (9)   | 5°      | Semifinal en Australia, cuartos de final en Roland Garros, Wimbledon y el Abierto de Estados Unidos. Final en los Tier I de Roma y Berlín. |
| 1994 | Gabriela Sabatini (10)  | 7°      | Campeona del Virginia Slims Championships. Semifinal en los abiertos de Australia y Estados Unidos, octavos en Wimbledon. Final en otros dos torneos. |
| 1995 | Gabriela Sabatini (11)  | 7°      | Semifinal en el Abierto de Estados Unidos, cuartos de final en Roland Garros y Wimbledon. En Tier II, campeona en Sídney y otras dos finales. |
| 1996 | Florencia Labat         | 42°     | Tercera ronda en Wimbledon, segunda ronda en el Abierto de Australia. Cuartos de final en el Tier I de Toronto. Semifinal en Auckland y Hobart. |
| 1997 | Florencia Labat (2)     | 39°     | Octavos de final en el Abierto de Estados Unidos, tercera ronda en Wimbledon, segunda ronda en el Abierto de Australia y Roland Garros. Semifinal en Madrid. |
| 1998 | Florencia Labat (3)     | 64°     | Tercera ronda en el Abierto de Australia. Tercera ronda en el Tier I de Miami. Semifinal en Estambul. |
| 1999 | Inés Gorrochategui      | 70°     | Tercera ronda en Wimbledon, segunda ronda en Roland Garros. Final en Varsovia, cuartos de final en Birmingham. |
| 2000 | Paola Suárez (1)        | 36°     | Tercera ronda en Wimbledon. Semifinal en el Tier II de Amelia Island. Final en São Paulo, semifinal en Sopot, cuartos de final en otros tres torneos. |
| 2001 | Paola Suárez (2)        | 27°     | Octavos de final en el Abierto de Australia, segunda ronda en Roland Garros. Cuartos de final en el Tier I de Roma. Campeona en Bogotá, final en Auckland, semifinal en Acapulco y Viena. |
| 2002 | Paola Suárez (3)        | 27°     | Cuartos de final en Roland Garros, segunda ronda en el Abierto de Estados Unidos. Cuartos de final en el Tier II de Amelia Island. Final en Acapulco, semifinal en Madrid y Palermo. |
| 2003 | Paola Suárez (4)        | 14°     | Cuartos de final en el Abierto de Estados Unidos, octavos de final en Wimbledon, tercera ronda en Australia y Roland Garros. Semifinal en el Tier I de Toronto. Campeona en Viena. |
| 2004 | Paola Suárez (5)        | 16°     | Semifinal en Roland Garros, cuartos de final en Wimbledon, tercera ronda en los abiertos de Australia y Estados Unidos. Cuartos de final en los Tier I de Berlín y Zúrich. Campeona en Camberra.                                                                                                   |
| 2005 | Gisela Dulko            | 27°     | Segunda ronda en Australia, Roland Garros, Wimbledon y Estados Unidos. Cuartos de final del Tier I de Toronto. Final en Hobart, semifinal en Estoril, 's-Hertogenbosch y Bangkok. |
| 2006 | Gisela Dulko (2)        | 59°     | Octavos de final en Roland Garros, tercera ronda en Wimbledon, segunda ronda en el Abierto de Australia. Cuartos de final en el Tier I de Indian Wells. |
| 2007 | Gisela Dulko (3)        | 38°     | Segunda ronda en el Abierto de Australia y Roland Garros. Campeona en Budapest y Forest Hills, final en Pattaya City, semifinal en Portoroz. |
| 2008 | Gisela Dulko (4)        | 51°     | Tercera ronda en Wimbledon, segunda ronda en Roland Garros. Cuartos de final en el Tier II de Eastbourne. Campeona en Fes. |
| 2009 | Gisela Dulko (5)        | 37°     | Octavos de final en el Abierto de Estados Unidos, tercera ronda en Roland Garros y Wimbledon, segunda ronda en Australia. Final en Bogotá, semifinal en Bastad. |
| 2010 | Gisela Dulko (6)        | 49°     | Tercera ronda en los abiertos de Australia y Estados Unidos, segunda ronda en Roland Garros. Final en Bastad, semifinal en Bogotá. |
| 2011 | Gisela Dulko (7)        | 68°     | Octavos de final en Roland Garros, segunda ronda en el Abierto de Estados Unidos. Campeona en Acapulco, semifinal en Monterrey. |
| 2012 | Paula Ormaechea         | 136°    | Segunda ronda en el Abierto de Australia. Cuartos de final en Bogotá. |
| 2013 | Paula Ormaechea (2)     | 63°     | Tercera ronda en Roland Garros, segunda ronda en el Abierto de Estados Unidos. Final en Bogotá, cuartos de final en Washington. Semifinal en el WTA125 de Cali. |
| 2014 | Paula Ormaechea (3)     | 126°    | Tercera ronda en Roland Garros. Segunda ronda en los Premier de Indian Wells, Miami y Roma. Cuartos de final en Río de Janeiro. |
| 2015 | María Irigoyen          | 196°    | Segunda ronda en Marrakech. Campeona en el ITF $50.000 de Túnez. |
| 2016 | Catalina Pella          | 173°    | Cuartos de final en Bogotá, segunda ronda en Florianópolis. Campeona en el ITF $25.000 de Curitiba. |
| 2017 | Catalina Pella (2)      | 299°    | Semifinal en los ITF $25.000 de Lenzerheide y Santa Margherita Di Pula. Campeona en el ITF $15.000 de Benavídez. |
| 2018 | Paula Ormaechea (4)     | 234°    | Semifinal en el ITF $80.000 de Biarritz. Final en los ITF $60.000 de Zagreb y Colina. Campeona en el ITF $25.000 de Baja. |
| 2019 | Paula Ormaechea (5)     | 258°    | Segunda ronda en Jurmala. Cuartos de final en los ITF $60.000 de Doksy y Landsville. Campeona en el ITF $25.000 de St. Poelten. |
| 2020 | Nadia Podoroska         | 47°     | Semifinal en Roland Garros. Cuartos de final en Linz. Semifinal en los WTA 125 de Newport Beach y Praga. |
| 2021 | Nadia Podoroska (2)     | 84°     | Segunda ronda en el Abierto de Australia y Wimbledon. Tercera ronda en los Juegos Olímpicos y en el WTA 1000 de Roma. Cuartos de final en el WTA 500 de Melbourne y los WTA 250 de Belgrado y Bad Homburg.                                                                                         |
| 2022 | María Lourdes Carlé     | 161°    | Segunda ronda en Hamburgo. Semifinal en el WTA 125 de Buenos Aires. Campeona en el ITF $60.000 de Pelham. |
| 2023 | Nadia Podoroska (3)     | 67°     | Segunda ronda en el Abierto de Australia, Roland Garros y Wimbledon. Semifinal en Budapest y Ningbo. Campeona en el WTA 125 de Cali. |
| 2024 | María Lourdes Carlé (2) | 94°     | Tercera ronda en 'WTA 1000 de Madrid. Segunda ronda en los JJ.OO. y en el WTA 500 de Monterrey. Segunda ronda en Rabat y Palermo. Campeona en el WTA 125 de La Bisbal. Final en el WTA 125 de Colina.                                                                                              |

## Más temporadas como líder de Argentina

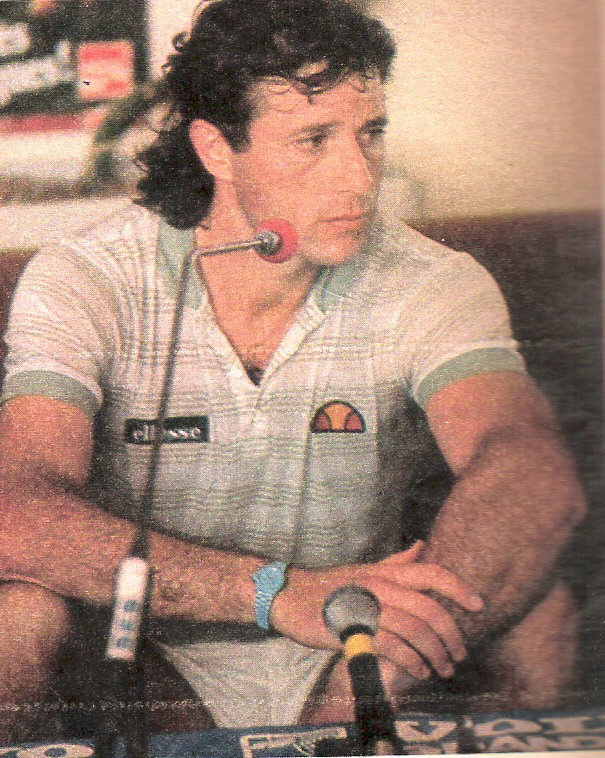
Guillermo Vilas.

| N.º | Tenista               | Años como líder | Temporadas                      | Mejor posición final |
| --- | --------------------- | --------------- | ------------------------------- | -------------------- |
| 1   | Guillermo Vilas       | 10              | 1973-1980, 1982, 1984           | 2.º                  |
| 2   | Juan Martín del Potro | 8               | 2008-2009, 2011-2013, 2016-2018 | 5.º                  |
| 3   | David Nalbandian      | 4               | 2002, 2005-2007                 | 6.º                  |
| 3   | Diego Schwartzman     | 4               | 2019-2022                       | 9.º                  |
| 5   | Martín Jaite          | 3               | 1985-1987                       | 14.º                 |
| 5   | Alberto Mancini       | 3               | 1989, 1991-1992                 | 9.º                  |

## Top 5 por temporada en individuales masculino

### Años 2000's
| 2000             | Ranking |
| ---------------- | ------- |
| Franco Squillari | 14°     |
| Mariano Puerta   | 21°     |
| Gastón Gaudio    | 34°     |
| Mariano Zabaleta | 61°     |
| Agustín Calleri  | 62°     |

| 2001             | Ranking |
| ---------------- | ------- |
| Guillermo Cañas  | 15°     |
| Guillermo Coria  | 44°     |
| David Nalbandian | 47°     |
| Gastón Gaudio    | 48°     |
| Franco Squillari | 55°     |

| 2002               | Ranking |
| ------------------ | ------- |
| David Nalbandian   | 12°     |
| Guillermo Cañas    | 15°     |
| Gastón Gaudio      | 21°     |
| Juan Ignacio Chela | 23°     |
| José Acasuso       | 41°     |

| 2003             | Ranking |
| ---------------- | ------- |
| Guillermo Coria  | 5°      |
| David Nalbandian | 8°      |
| Agustín Calleri  | 24°     |
| Mariano Zabaleta | 27°     |
| Gastón Gaudio    | 34°     |

| 2004               | Ranking |
| ------------------ | ------- |
| Guillermo Coria    | 7°      |
| David Nalbandian   | 9°      |
| Gastón Gaudio      | 10°     |
| Guillermo Cañas    | 12°     |
| Juan Ignacio Chela | 26°     |

| 2005               | Ranking |
| ------------------ | ------- |
| David Nalbandian   | 5°      |
| Guillermo Coria    | 8°      |
| Gastón Gaudio      | 10°     |
| Juan Ignacio Chela | 39°     |
| José Acasuso       | 40°     |

| 2006               | Ranking |
| ------------------ | ------- |
| David Nalbandian   | 8°      |
| José Acasuso       | 27°     |
| Agustín Calleri    | 29°     |
| Juan Ignacio Chela | 33°     |
| Gastón Gaudio      | 34°     |

| 2007               | Ranking |
| ------------------ | ------- |
| David Nalbandian   | 9°      |
| Guillermo Cañas    | 15°     |
| Juan Ignacio Chela | 20°     |
| Juan Mónaco        | 23°     |
| Agustín Calleri    | 42°     |

| 2008                  | Ranking |
| --------------------- | ------- |
| Juan Martín del Potro | 9°      |
| David Nalbandian      | 11°     |
| Juan Mónaco           | 47°     |
| José Acasuso          | 48°     |
| Eduardo Schwank       | 58°     |

| 2009                  | Ranking |
| --------------------- | ------- |
| Juan Martín del Potro | 5°      |
| Juan Mónaco           | 30°     |
| Horacio Zeballos      | 45°     |
| José Acasuso          | 51°     |
| David Nalbandian      | 64°     |

### Años 2010's
| 2010               | Ranking |
| ------------------ | ------- |
| Juan Mónaco        | 26°     |
| David Nalbandian   | 27°     |
| Juan Ignacio Chela | 38°     |
| Carlos Berlocq     | 66°     |
| Eduardo Schwank    | 74°     |

| 2011                  | Ranking |
| --------------------- | ------- |
| Juan Martín del Potro | 11°     |
| Juan Mónaco           | 26°     |
| Juan Ignacio Chela    | 29°     |
| Carlos Berlocq        | 60°     |
| David Nalbandian      | 64°     |

| 2012                  | Ranking |
| --------------------- | ------- |
| Juan Martín del Potro | 7°      |
| Juan Mónaco           | 12°     |
| Carlos Berlocq        | 66°     |
| Leonardo Mayer        | 71°     |
| David Nalbandian      | 82°     |

| 2013                  | Ranking |
| --------------------- | ------- |
| Juan Martín del Potro | 5°      |
| Carlos Berlocq        | 41°     |
| Juan Mónaco           | 42°     |
| Federico Delbonis     | 55°     |
| Horacio Zeballos      | 56°     |

| 2014              | Ranking |
| ----------------- | ------- |
| Leonardo Mayer    | 28°     |
| Federico Delbonis | 60°     |
| Diego Schwartzman | 61°     |
| Juan Mónaco       | 62°     |
| Carlos Berlocq    | 72°     |

| 2015              | Ranking |
| ----------------- | ------- |
| Leonardo Mayer    | 35°     |
| Federico Delbonis | 52°     |
| Juan Mónaco       | 53°     |
| Guido Pella       | 74°     |
| Diego Schwartzman | 88°     |

| 2016                  | Ranking |
| --------------------- | ------- |
| Juan Martín del Potro | 38°     |
| Federico Delbonis     | 41°     |
| Diego Schwartzman     | 52°     |
| Facundo Bagnis        | 56°     |
| Juan Mónaco           | 65°     |

| 2017                  | Ranking |
| --------------------- | ------- |
| Juan Martín del Potro | 11°     |
| Diego Schwartzman     | 26°     |
| Leonardo Mayer        | 54°     |
| Guido Pella           | 64°     |
| Horacio Zeballos      | 66°     |

| 2018                  | Ranking |
| --------------------- | ------- |
| Juan Martín del Potro | 5°      |
| Diego Schwartzman     | 17°     |
| Leonardo Mayer        | 56°     |
| Guido Pella           | 58°     |
| Guido Andreozzi       | 79°     |

| 2019                 | Ranking |
| -------------------- | ------- |
| Diego Schwartzman    | 14°     |
| Guido Pella          | 25°     |
| Juan Ignacio Londero | 50°     |
| Federico Delbonis    | 76°     |
| Leonardo Mayer       | 92°     |

### Años 2020's
| 2020                 | Ranking |
| -------------------- | ------- |
| Diego Schwartzman    | 9°      |
| Guido Pella          | 43°     |
| Juan Ignacio Lóndero | 79°     |
| Federico Delbonis    | 82°     |
| Federico Coria       | 91°     |

| 2021              | Ranking |
| ----------------- | ------- |
| Diego Schwartzman | 13°     |
| Federico Delbonis | 44°     |
| Federico Coria    | 63°     |
| Guido Pella       | 74°     |
| Facundo Bagnis    | 76°     |

| 2022                | Ranking |
| ------------------- | ------- |
| Diego Schwartzman   | 25°     |
| Francisco Cerúndolo | 30°     |
| Sebastián Báez      | 43°     |
| Pedro Cachín        | 57°     |
| Federico Coria      | 75°     |

| 2023                    | Ranking |
| ----------------------- | ------- |
| Francisco Cerúndolo     | 21°     |
| Sebastián Báez          | 28°     |
| Tomás Martín Etcheverry | 30°     |
| Pedro Cachín            | 70°     |
| Federico Coria          | 88°     |

| 2024                    | Ranking |
| ----------------------- | ------- |
| Sebastián Báez          | 27°     |
| Francisco Cerúndolo     | 30°     |
| Tomás Martín Etcheverry | 39°     |
| Mariano Navone          | 47°     |
| Facundo Díaz Acosta     | 79°     |

## Finalistas en torneos de élite
| Nombre                 | Abierto de Australia | Roland Garros | Wimbledon | Abierto de Estados Unidos | ATP World Tour Finals | Masters 1000 | Juegos Olímpicos |
| ---------------------- | -------------------- | ------------- | --------- | ------------------------- | --------------------- | ------------ | ---------------- |
| Guillermo Vilas        | 2 / 3                | 1 / 4         | -         | 1 / 1                     | 1 / 1                 | 7 / 13       | -                |
| Juan Martín del Potro  | -                    | -             | -         | 1 / 2                     | 0 / 1                 | 1 / 4        | 0 / 1            |
| David Nalbandian       | -                    | -             | 0 / 1     | -                         | 1 / 1                 | 2 / 6        | -                |
| Gastón Gaudio          | -                    | 1 / 1         | -         | -                         | -                     | -            | -                |
| Guillermo Coria        | -                    | 0 / 1         | -         | -                         | -                     | 2 / 7        | -                |
| Mariano Puerta         | -                    | 0 / 1         | -         | -                         | -                     | -            | -                |
| Alberto Mancini        | -                    | -             | -         | -                         | -                     | 2 / 4        | -                |
| Guillermo Cañas        | -                    | -             | -         | -                         | -                     | 1 / 2        | -                |
| José Luis Clerc        | -                    | -             | -         | -                         | -                     | 1 / 1        | -                |
| Martín Jaite           | -                    | -             | -         | -                         | -                     | 0 / 2        | -                |
| Guillermo Pérez Roldán | -                    | -             | -         | -                         | -                     | 0 / 1        | -                |
| Agustín Calleri        | -                    | -             | -         | -                         | -                     | 0 / 1        | -                |
| Mariano Zabaleta       | -                    | -             | -         | -                         | -                     | 0 / 1        | -                |
| Diego Schwartzman      | -                    | -             | -         | -                         | -                     | 0 / 1        | -                |

## Mejor posicionados en elranking
Los siguientes tenistas han sido ubicados entre los cien mejores del mundo en las distintas modalidades según la clasificación ATP y WTA. Se tiene en cuenta la máxima posición que haya alcanzado el jugador mencionado a lo largo de su carrera. En caso de que dos jugadores hayan alcanzado el mismo escalafón, aparece primero quien lo haya logrado antes. En negrita, los jugadores en activo. 
| Individuales masculinos | Individuales masculinos  | Individuales masculinos |
| Pos.                    | Tenista                  | Año                     |
| ----------------------- | ------------------------ | ----------------------- |
| 2.º                     | Guillermo Vilas          | 1975                    |
| 3.º                     | Guillermo Coria          | 2004                    |
| 3.º                     | David Nalbandian         | 2006                    |
| 3.º                     | Juan Martín del Potro    | 2018                    |
| 4.º                     | José Luis Clerc          | 1981                    |
| 5.º                     | Gastón Gaudio            | 2005                    |
| 8.º                     | Alberto Mancini          | 1989                    |
| 8.º                     | Guillermo Cañas          | 2005                    |
| 8.º                     | Diego Schwartzman        | 2020                    |
| 9.º                     | Mariano Puerta           | 2005                    |
| 10.º                    | Martín Jaite             | 1990                    |
| 10.º                    | Juan Mónaco              | 2012                    |
| 11.º                    | Franco Squillari         | 2000                    |
| 13.º                    | Guillermo Pérez Roldán   | 1988                    |
| 15.º                    | Juan Ignacio Chela       | 2004                    |
| 16.º                    | Agustín Calleri          | 2003                    |
| 18.º                    | Sebastián Báez           | 2024                    |
| 18.º                    | Francisco Cerúndolo      | 2025                    |
| 20.º                    | José Acasuso             | 2006                    |
| 20.º                    | Guido Pella              | 2019                    |
| 21.º                    | Eduardo Bengoechea       | 1987                    |
| 21.º                    | Mariano Zabaleta         | 2000                    |
| 21.º                    | Leonardo Mayer           | 2015                    |
| 27.º                    | Tomás Martín Etcheverry  | 2024                    |
| 29.º                    | Mariano Navone           | 2024                    |
| 30.º                    | Franco Davín             | 1990                    |
| 30.º                    | Javier Frana             | 1995                    |
| 31.º                    | Horacio de la Peña       | 1987                    |
| 33.º                    | Federico Delbonis        | 2016                    |
| 36.º                    | Gabriel Markus           | 1992                    |
| 37.º                    | Carlos Berlocq           | 2012                    |
| 38.º                    | Roberto Argüello         | 1984                    |
| 39.º                    | Hernán Gumy              | 1996                    |
| 39.º                    | Horacio Zeballos         | 2013                    |
| 41.º                    | Ricardo Cano             | 1976                    |
| 43.º                    | Camilo Ugo Carabelli     | 2025                    |
| 47.º                    | Martín Vassallo Argüello | 2009                    |
| 47.º                    | Facundo Díaz Acosta      | 2024                    |
| 48.º                    | Eduardo Schwank          | 2010                    |
| 48.º                    | Pedro Cachín             | 2023                    |
| 49.º                    | Federico Coria           | 2023                    |
| 50.º                    | Juan Ignacio Lóndero     | 2019                    |
| 54.º                    | Francisco Comesaña       | 2025                    |
| 55.º                    | Facundo Bagnis           | 2016                    |
| 57.º                    | Christian Miniussi       | 1992                    |
| 58.º                    | Alejandro Ganzábal       | 1985                    |
| 58.º                    | Máximo González          | 2009                    |
| 61.º                    | Francisco Yunis          | 1987                    |
| 62.º                    | Sergio Roitman           | 2007                    |
| 67.º                    | Marcelo Ingaramo         | 1986                    |
| 68.º                    | Julián Ganzábal          | 1976                    |
| 68.º                    | Diego Junqueira          | 2009                    |
| 70.º                    | Guido Andreozzi          | 2019                    |
| 71.º                    | Martín Rodríguez         | 1999                    |
| 73.º                    | Diego Hartfield          | 2007                    |
| 77.º                    | Lucas Arnold Ker         | 1998                    |
| 78.º                    | Renzo Olivo              | 2017                    |
| 78.º                    | Nicolás Kicker           | 2017                    |
| 79.º                    | Juan Manuel Cerúndolo    | 2022                    |
| 81.º                    | Roberto Azar             | 1990                    |
| 82.º                    | Brian Dabul              | 2009                    |
| 84.º                    | Martín Alund             | 2013                    |
| 85.º                    | Modesto Vázquez          | 1975                    |
| 90.º                    | Thiago Agustín Tirante   | 2024                    |
| 91.º                    | Edgardo Massa            | 2005                    |
| 94.º                    | Juan Pablo Brzezicki     | 2008                    |
| 100.º                   | Juan Pablo Guzmán        | 2007                    |

| Dobles masculinos | Dobles masculinos        | Dobles masculinos |
| Pos.              | Tenista                  | Año               |
| ----------------- | ------------------------ | ----------------- |
| 1.º               | Horacio Zeballos         | 2024              |
| 7.º               | Andrés Molteni           | 2023              |
| 10.º              | Máximo González          | 2023              |
| 12.º              | Luis Lobo                | 1997              |
| 13.º              | Guillermo Vilas          | 1979              |
| 14.º              | Javier Frana             | 1992              |
| 14.º              | Eduardo Schwank          | 2011              |
| 15.º              | Martín Rodríguez         | 2004              |
| 17.º              | Gastón Etlis             | 2005              |
| 20.º              | Mariano Hood             | 2003              |
| 21.º              | Martín García            | 2001              |
| 21.º              | Lucas Arnold Ker         | 2004              |
| 22.º              | Sebastián Prieto         | 2006              |
| 24.º              | Daniel Orsanic           | 1998              |
| 25.º              | Pablo Albano             | 1997              |
| 27.º              | José Acasuso             | 2006              |
| 30.º              | José Luis Clerc          | 1984              |
| 32.º              | Juan Ignacio Chela       | 2004              |
| 36.º              | Roberto Saad             | 1988              |
| 37.º              | Christian Miniussi       | 1988              |
| 37.º              | Gustavo Luza             | 1990              |
| 39.º              | Diego Schwartzman        | 2019              |
| 40.º              | Guido Andreozzi          | 2025              |
| 41.º              | Juan Mónaco              | 2009              |
| 45.º              | Sergio Roitman           | 2008              |
| 47.º              | Guillermo Cañas          | 2002              |
| 48.º              | Guillermo Durán          | 2016              |
| 48.º              | Leonardo Mayer           | 2019              |
| 50.º              | Carlos Berlocq           | 2011              |
| 52.º              | Agustín Calleri          | 2009              |
| 53.º              | Horacio de la Peña       | 1991              |
| 55.º              | Guido Pella              | 2019              |
| 59.º              | Martín Jaite             | 1985              |
| 62.º              | Andrés Schneiter         | 2003              |
| 66.º              | Diego del Río            | 1998              |
| 67.º              | Gustavo Tiberti          | 1986              |
| 68.º              | Mariano Puerta           | 1999              |
| 71.º              | Federico Browne          | 2004              |
| 71.º              | Martín Vassallo Argüello | 2007              |
| 78.º              | Guillermo Pérez Roldán   | 1989              |
| 78.º              | Gastón Gaudio            | 2004              |
| 78.º              | Facundo Bagnis           | 2013              |
| 79.º              | Alberto Mancini          | 1989              |
| 79.º              | Brian Dabul              | 2010              |
| 82.º              | Ignacio González King    | 2005              |
| 85.º              | Juan Garat               | 1985              |
| 86.º              | Juan Pablo Guzmán        | 2007              |
| 87.º              | Juan Pablo Brzezicki     | 2005              |
| 89.º              | Alejandro Ganzábal       | 1986              |

| Individuales femeninos | Individuales femeninos | Individuales femeninos |
| Pos.                   | Tenista                | Año                    |
| ---------------------- | ---------------------- | ---------------------- |
| 3.º                    | Gabriela Sabatini      | 1989                   |
| 9.º                    | Paola Suárez           | 2004                   |
| 14.º                   | Ivanna Madruga         | 1983                   |
| 19.º                   | Inés Gorrochategui     | 1994                   |
| 23.º                   | Bettina Fulco          | 1988                   |
| 26.º                   | Florencia Labat        | 1994                   |
| 26.º                   | Clarisa Fernández      | 2003                   |
| 26.º                   | Gisela Dulko           | 2005                   |
| 28.º                   | Mercedes Paz           | 1991                   |
| 29.º                   | Patricia Tarabini      | 1988                   |
| 30.º                   | Viviana González       | 1978                   |
| 36.º                   | Nadia Podoroska        | 2021                   |
| 38.º                   | Claudia Casabianca     | 1986                   |
| 42.º                   | Mariana Díaz Oliva     | 2001                   |
| 51.º                   | Mariana Pérez Roldán   | 1988                   |
| 53.º                   | Raquel Giscafré        | 1975                   |
| 59.º                   | Paula Ormaechea        | 2013                   |
| 64.º                   | Solana Sierra          | 2025                   |
| 65.º                   | María Emilia Salerni   | 2008                   |
| 70.º                   | Cristina Tessi         | 1991                   |
| 71.º                   | María Lourdes Carlé    | 2024                   |
| 85.º                   | María José Gaidano     | 1993                   |
| 92.º                   | Emilse Raponi          | 1984                   |
| 93.º                   | Julia Riera            | 2024                   |
| 99.º                   | Adriana Villagrán      | 1988                   |

| Dobles femeninos | Dobles femeninos     | Dobles femeninos |
| Pos.             | Tenista              | Año              |
| ---------------- | -------------------- | ---------------- |
| 1.º              | Paola Suárez         | 2002             |
| 1.º              | Gisela Dulko         | 2010             |
| 3.º              | Gabriela Sabatini    | 1988             |
| 9.º              | Inés Gorrochategui   | 1995             |
| 12.º             | Mercedes Paz         | 1990             |
| 12.º             | Patricia Tarabini    | 1998             |
| 23.º             | Laura Montalvo       | 2001             |
| 27.º             | Florencia Labat      | 1999             |
| 45.º             | María Emilia Salerni | 2002             |
| 47.º             | María Irigoyen       | 2016             |
| 62.º             | Bettina Fulco        | 1991             |
| 62.º             | Nadia Podoroska      | 2021             |
| 73.º             | Gabriela Castro      | 1990             |
| 74.º             | Emilse Raponi        | 1988             |
| 90.º             | Gabriela Mosca       | 1988             |
| 93.º             | Mariana Díaz Oliva   | 2001             |
| 96.º             | Betina Jozami        | 2008             |

### Temporadas terminadas como Top 10 y Top 25 (desde 1973)
| P   | Jugador                | Top 10 | Años                   | Top 25 | Años                      |
| --- | ---------------------- | ------ | ---------------------- | ------ | ------------------------- |
| 1.  | Guillermo Vilas        | 9      | 1974-1982              | 11     | 1974-83, 1986             |
| 2.  | David Nalbandian       | 5      | 2003-2007              | 7      | 2002-08                   |
| .   | Juan Martín del Potro  | 5      | 2008-09, 2012-13, 2018 | 7      | 2008-09, 2011-13, 2017-18 |
| 4.  | José Luis Clerc        | 4      | 1980-1983              | 6      | 1978-83                   |
| 5.  | Guillermo Coria        | 3      | 2003-2005              | 3      | 2003-05                   |
| 6.  | Gastón Gaudio          | 2      | 2004-2005              | 3      | 2002, 2004-05             |
| 7.  | Diego Schwartzman      | 1      | 2020                   | 5      | 2018-22                   |
| .   | Alberto Mancini        | 1      | 1989                   | 1      | 1989                      |
| 9.  | Martín Jaite           | 0      |                        | 4      | 1985-87, 1989             |
| .   | Guillermo Cañas        | 0      |                        | 4      | 2001-02, 2004, 2007       |
| 11. | Guillermo Pérez Roldán | 0      |                        | 3      | 1987-88, 1990             |
| 12. | Juan Mónaco            | 0      |                        | 2      | 2007, 2012                |
| .   | Juan Ignacio Chela     | 0      |                        | 2      | 2002, 2007                |
| 14. | Eduardo Bengoechea     | 0      |                        | 1      | 1987                      |
| .   | Mariano Puerta         | 0      |                        | 1      | 2000                      |
| .   | Franco Squillari       | 0      |                        | 1      | 2000                      |
| .   | Agustín Calleri        | 0      |                        | 1      | 2003                      |
| .   | Guido Pella            | 0      |                        | 1      | 2019                      |
| .   | Francisco Cerúndolo    | 0      |                        | 1      | 2023                      |

## Ganadores de títulos
Los siguientes tenistas han sido ganadores de al menos un título ATP o WTA en cualquiera de sus modalidades, o bien han alcanzado una final como mínimo. Aquellos tenistas que tienen en la sección de dobles un número entre paréntesis se refiere a sus logros en dobles mixtos. En caso de que dos jugadores hayan alcanzado la misma cantidad de títulos, o títulos y finales, aparece primero quien lo haya logrado antes. En negrita, los jugadores en activo.

### Masculino
| Total de títulos masculinos | Total de títulos masculinos | Total de títulos masculinos | Total de títulos masculinos | Total de títulos masculinos | Total de títulos masculinos |
| Pos.                        | Tenista                     | Títulos                     | Individ.                    | Dobles                      |                             |
| --------------------------- | --------------------------- | --------------------------- | --------------------------- | --------------------------- | --------------------------- |
| 1°                          | Guillermo Vilas             | 78                          | 62                          | 16                          |                             |
| 2°                          | José Luis Clerc             | 27                          | 25                          | 2                           |                             |
| 3°                          | Horacio Zeballos            | 26                          | 1                           | 25                          |                             |
| 4°                          | Juan Martín del Potro       | 23                          | 22                          | 1                           |                             |
| 5º                          | Máximo González             | 19                          | 0                           | 19                          |                             |
| 6°                          | Andrés Molteni              | 18                          | 0                           | 18                          |                             |
| 7°                          | Lucas Arnold Ker            | 15                          | 0                           | 15                          |                             |
| 8°                          | Martín Jaite                | 13                          | 12                          | 1                           |                             |
| 8°                          | Mariano Hood                | 13                          | 0                           | 13                          |                             |
| 10°                         | Juan Mónaco                 | 12                          | 9                           | 3                           |                             |
| 10°                         | Luis Lobo                   | 12                          | 0                           | 12                          |                             |
| 12°                         | David Nalbandian            | 11                          | 11                          | 0                           |                             |
| 12°                         | Gastón Gaudio               | 11                          | 8                           | 3                           |                             |
| 14°                         | Javier Frana                | 10 (+1)                     | 3                           | 7 (+1)                      |                             |
| 15°                         | Horacio de la Peña          | 10                          | 4                           | 6                           |                             |
| 15°                         | Sebastián Prieto            | 10                          | 0                           | 10                          |                             |
| 17°                         | Guillermo Pérez Roldán      | 9                           | 9                           | 0                           |                             |
| 17°                         | Guillermo Coria             | 9                           | 9                           | 0                           |                             |
| 17°                         | Guillermo Cañas             | 9                           | 7                           | 2                           |                             |
| 17°                         | Juan Ignacio Chela          | 9                           | 6                           | 3                           |                             |
| 17°                         | Pablo Albano                | 9                           | 0                           | 9                           |                             |
| 22°                         |                             |                             |                             |                             |                             |
| José Acasuso                | 8                           | 3                           | 5                           |                             |                             |
| Martín García               | 8                           | 0                           | 8                           |                             |                             |
| Daniel Orsanic              | 8                           | 0                           | 8                           |                             |                             |
| 25°                         | Alberto Mancini             | 7                           | 3                           | 4                           |                             |
| 25°                         | Sebastián Báez              | 7                           | 7                           | 0                           |                             |
| 27°                         | Mariano Puerta              | 6                           | 3                           | 3                           |                             |
| 27°                         | Christian Miniussi          | 6                           | 1                           | 5                           |                             |
| 27°                         | Martín Rodríguez            | 6                           | 0                           | 6                           |                             |
| 30°                         | Agustín Calleri             | 5                           | 3                           | 2                           |                             |
| 30°                         | Gustavo Luza                | 5                           | 0                           | 5                           |                             |
| 32°                         | Diego Schwartzman           | 4                           | 4                           | 0                           |                             |
| 32°                         | Carlos Berlocq              | 4                           | 2                           | 2                           |                             |
| 32°                         | Federico Delbonis           | 4                           | 2                           | 2                           |                             |
| 32°                         | Gastón Etlis                | 4                           | 0                           | 4                           |                             |
| 32°                         | Ricardo Cano                | 4                           | 0                           | 4                           |                             |
| 32°                         | Guillermo Durán             | 4                           | 0                           | 4                           |                             |
| 38°                         |                             |                             |                             |                             |                             |
| Franco Davín                | 3                           | 3                           | 0                           |                             |                             |
| Mariano Zabaleta            | 3                           | 3                           | 0                           |                             |                             |
| Francisco Cerúndolo         | 3                           | 3                           | 0                           |                             |                             |
| Franco Squillari            | 3                           | 3                           | 0                           |                             |                             |
| Leonardo Mayer              | 3                           | 2                           | 1                           |                             |                             |
| Guido Andreozzi             | 3                           | 0                           | 3                           |                             |                             |
| 44º                         | Gabriel Markus              | 2                           | 1                           | 1                           |                             |
| 44º                         | Modesto Vázquez             | 2                           | 0                           | 2                           |                             |
| 44º                         | Roberto Saad                | 2                           | 0                           | 2                           |                             |
| 44º                         | Andrés Schneiter            | 2                           | 0                           | 2                           |                             |
| 44º                         | Sergio Roitman              | 2                           | 0                           | 2                           |                             |
| 49°                         | Roberto Argüello            | 1                           | 1                           | 0                           |                             |
| 49°                         | Hernán Gumy                 | 1                           | 1                           | 0                           |                             |
| 49°                         | Juan Ignacio Lóndero        | 1                           | 1                           | 0                           |                             |
| 49°                         | Guido Pella                 | 1                           | 1                           | 0                           |                             |
| 49°                         | Juan Manuel Cerúndolo       | 1                           | 1                           | 0                           |                             |
| 49°                         | Pedro Cachín                | 1                           | 1                           | 0                           |                             |
| 49°                         | Facundo Díaz Acosta         | 1                           | 1                           | 0                           |                             |
| 49°                         | Lito Álvarez                | 1                           | 0                           | 1                           |                             |
| 49°                         | Alejandro Ganzábal          | 1                           | 0                           | 1                           |                             |
| 49°                         | Diego del Río               | 1                           | 0                           | 1                           |                             |
| 49°                         | Juan Pablo Guzmán           | 1                           | 0                           | 1                           |                             |
| 49°                         | Martín Vassallo Argüello    | 1                           | 0                           | 1                           |                             |
| 49°                         | Brian Dabul                 | 1                           | 0                           | 1                           |                             |
| 49°                         | Eduardo Schwank             | 1                           | 0                           | 1                           |                             |
| 49°                         | Facundo Bagnis              | 1                           | 0                           | 1                           |                             |

| 1°                      | Guillermo Vilas        | 62 | 40 |
| 2°                      | José Luis Clerc        | 25 | 10 |
| 3°                      | Juan Martín del Potro  | 22 | 13 |
| 4°                      | Martín Jaite           | 12 | 7  |
| 5°                      | David Nalbandian       | 11 | 13 |
| 6°                      | Juan Mónaco            | 9  | 12 |
| 7°                      | Guillermo Pérez Roldán | 9  | 11 |
| 7°                      | Guillermo Coria        | 9  | 11 |
| 9°                      | Gastón Gaudio          | 8  | 8  |
| 10°                     | Guillermo Cañas        | 7  | 9  |
| 11°                     | Sebastián Báez         | 7  | 4  |
| 12°                     | Juan Ignacio Chela     | 6  | 6  |
| 13°                     | Diego Schwartzman      | 4  | 10 |
| 14°                     | Horacio de la Peña     | 4  | 2  |
| 15°                     | José Acasuso           | 3  | 8  |
| 16°                     | Mariano Puerta         | 3  | 7  |
| 17°                     | Franco Davín           | 3  | 6  |
| 17°                     | Javier Frana           | 3  | 6  |
| 19°                     | Alberto Mancini        | 3  | 5  |
| 19°                     | Mariano Zabaleta       | 3  | 5  |
| 21°                     | Franco Squillari       | 3  | 3  |
| 21°                     | Francisco Cerúndolo    | 3  | 3  |
| 23°                     | Agustín Calleri        | 2  | 6  |
| 24°                     | Leonardo Mayer         | 2  | 3  |
| 25°                     | Federico Delbonis      | 2  | 2  |
| 26°                     | Carlos Berlocq         | 2  | 1  |
| 27°                     | Guido Pella            | 1  | 4  |
| 28°                     |                        |    |    |
| Christian Miniussi      | 1                      | 1  |    |
| Gabriel Markus          | 1                      | 1  |    |
| Hernán Gumy             | 1                      | 1  |    |
| Horacio Zeballos        | 1                      | 1  |    |
| Juan Ignacio Lóndero    | 1                      | 1  |    |
| Juan Manuel Cerúndolo   | 1                      | 1  |    |
| 34°                     |                        |    |    |
| Roberto Argüello        | 1                      | 0  |    |
| Pedro Cachín            | 1                      | 0  |    |
| Facundo Díaz Acosta     | 1                      | 0  |    |
| 37°                     |                        |    |    |
| Tomás Martín Etcheverry | 0                      | 3  |    |
| Ricardo Cano            | 0                      | 2  |    |
| Federico Coria          | 0                      | 2  |    |
| Facundo Bagnis          | 0                      | 2  |    |
| Mariano Navone          | 0                      | 2  |    |
| 42°                     |                        |    |    |
| Lito Álvarez            | 0                      | 1  |    |
| Alejandro Ganzábal      | 0                      | 1  |    |
| Roberto Azar            | 0                      | 1  |    |

| Títulos en dobles masculinos | Títulos en dobles masculinos | Títulos en dobles masculinos | Títulos en dobles masculinos |
| Pos.                         | Tenista                      | Títulos                      | Finales                      |
| ---------------------------- | ---------------------------- | ---------------------------- | ---------------------------- |
| 1°                           | Horacio Zeballos             | 25                           | 21                           |
| 2°                           | Máximo González              | 19                           | 8                            |
| 3°                           | Andrés Molteni               | 18                           | 10                           |
| 4°                           | Guillermo Vilas              | 16                           | 10                           |
| 5°                           | Lucas Arnold Ker             | 15                           | 18                           |
| 6°                           | Mariano Hood                 | 13                           | 13                           |
| 7°                           | Luis Lobo                    | 12                           | 8 (+1)                       |
| 8°                           | Sebastián Prieto             | 10                           | 16                           |
| 9°                           | Pablo Albano                 | 9                            | 9 (+1)                       |
| 10°                          | Martín García                | 8                            | 14                           |
| 11°                          | Daniel Orsanic               | 8                            | 7                            |
| 12°                          | Javier Frana                 | 7 (+1)                       | 9                            |
| 13°                          | Horacio de la Peña           | 6                            | 5 (+1)                       |
| 14°                          | Martín Rodríguez             | 6                            | 8                            |
| 15°                          | Christian Miniussi           | 5                            | 6                            |
| 15°                          | José Acasuso                 | 5                            | 6                            |
| 17°                          | Gustavo Luza                 | 5                            | 0                            |
| 18°                          | Gastón Etlis                 | 4                            | 10 (+1)                      |
| 19°                          | Ricardo Cano                 | 4                            | 6                            |
| 20°                          | Alberto Mancini              | 4                            | 2                            |
| 21°                          | Guillermo Durán              | 4                            | 1                            |
| 22°                          | Juan Ignacio Chela           | 3                            | 3                            |
| 22°                          | Juan Mónaco                  | 3                            | 3                            |
| 24°                          | Agustín Calleri              | 3                            | 1                            |
| 25°                          | Mariano Puerta               | 3                            | 0                            |
| 25°                          | Gastón Gaudio                | 3                            | 0                            |
| 25°                          | Guido Andreozzi              | 3                            | 0                            |
| 28°                          | José Luis Clerc              | 2                            | 7                            |
| 29°                          | Carlos Berlocq               | 2                            | 5                            |
| 30°                          | Federico Delbonis            | 2                            | 3                            |
| 31°                          | Modesto Vázquez              | 2                            | 2                            |
| 31°                          | Roberto Saad                 | 2                            | 2                            |
| 32°                          | Andrés Schneiter             | 2                            | 1                            |
| 33°                          | Guillermo Cañas              | 2                            | 0                            |
| 33°                          | Sergio Roitman               | 2                            | 0                            |
| 36°                          | Lito Álvarez                 | 1                            | 5                            |
| 37°                          | Leonardo Mayer               | 1                            | 3                            |
| 38°                          | Eduardo Schwank              | 1                            | 2 (+1)                       |
| 39°                          | Juan Garat                   | 1                            | 2                            |
| 40°                          | Martín Jaite                 | 1                            | 1                            |
| 41°                          | Alejandro Ganzábal           | 1                            | 0                            |
| 41°                          | Gabriel Markus               | 1                            | 0                            |
| 41°                          | Diego del Río                | 1                            | 0                            |
| 41°                          | Juan Pablo Guzmán            | 1                            | 0                            |
| 41°                          | Martín Vassallo Argüello     | 1                            | 0                            |
| 41°                          | Juan Martín del Potro        | 1                            | 0                            |
| 41°                          | Brian Dabul                  | 1                            | 0                            |
| 41°                          | Facundo Bagnis               | 1                            | 0                            |
| 49°                          | Diego Schwartzman            | 0                            | 5                            |
| 50°                          | Guillermo Pérez Roldán       | 0                            | 3                            |
| 51°                          | Gustavo Tiberti              | 0                            | 2                            |
| 51°                          | Eduardo Bengoechea           | 0                            | 2                            |
| 53°                          | Guillermo Aubone             | 0                            | 1                            |
| 53°                          | Francisco Yunis              | 0                            | 1                            |
| 53°                          | Juan Carlos Yunis            | 0                            | 1                            |
| 53°                          | Roberto Azar                 | 0                            | 1                            |
| 53°                          | Marcelo Ingaramo             | 0                            | 1                            |
| 53°                          | Gustavo Giussani             | 0                            | 1                            |
| 53°                          | Gerardo Mirad                | 0                            | 1                            |
| 53°                          | Federico Browne              | 0                            | 1                            |
| 53°                          | Diego Veronelli              | 0                            | 1                            |
| 53°                          | Ignacio González King        | 0                            | 1                            |

### Femenino
| Total de títulos femeninos | Total de títulos femeninos | Total de títulos femeninos | Total de títulos femeninos | Total de títulos femeninos | Total de títulos femeninos |
| Pos.                       | Tenista                    | Títulos                    | Individ.                   | Dobles                     |                            |
| -------------------------- | -------------------------- | -------------------------- | -------------------------- | -------------------------- | -------------------------- |
| 1°                         | Paola Suárez               | 48                         | 4                          | 44                         |                            |
| 2°                         | Gabriela Sabatini          | 40                         | 27                         | 13                         |                            |
| 3°                         | Mercedes Paz               | 24                         | 3                          | 21                         |                            |
| 4°                         | Gisela Dulko               | 21                         | 4                          | 17                         |                            |
| 5°                         | Patricia Tarabini          | 15 (+1)                    | 0                          | 15 (+1)                    |                            |
| 6°                         | Laura Montalvo             | 9                          | 0                          | 9                          |                            |
| 7°                         | Florencia Labat            | 7                          | 0                          | 7                          |                            |
| 7°                         | Inés Gorrochategui         | 7                          | 0                          | 7                          |                            |
| 9°                         | Bettina Fulco              | 3                          | 0                          | 3                          |                            |
| 10°                        | María José Gaidano         | 2                          | 0                          | 2                          |                            |
| 10°                        | María Emilia Salerni       | 2                          | 0                          | 2                          |                            |
| 10°                        | María Irigoyen             | 2                          | 0                          | 2                          |                            |
| 13°                        | Federica Haumuller         | 1                          | 1                          | 0                          |                            |
| 13°                        | Mariana Díaz Oliva         | 1                          | 1                          | 0                          |                            |
| 13°                        | Ivanna Madruga             | 1                          | 0                          | 1                          |                            |
| 13°                        | Nadia Podoroska            | 1                          | 0                          | 1                          |                            |

| 1°  | Gabriela Sabatini    | 27 | 28 |
| 2°  | Paola Suárez         | 4  | 4  |
| 2°  | Gisela Dulko         | 4  | 4  |
| 4°  | Mercedes Paz         | 3  | 3  |
| 5°  | Mariana Díaz Oliva   | 1  | 2  |
| 6°  | Federica Haumuller   | 1  | 0  |
| 7°  | Florencia Labat      | 0  | 4  |
| 8°  | Patricia Tarabini    | 0  | 3  |
| 8°  | Inés Gorrochategui   | 0  | 3  |
| 10° | Ivanna Madruga       | 0  | 2  |
| 10° | Adriana Villagrán    | 0  | 2  |
| 10° | Bettina Fulco        | 0  | 2  |
| 13° | Emilse Raponi        | 0  | 1  |
| 13° | Mariana Pérez Roldán | 0  | 1  |
| 13° | María Emilia Salerni | 0  | 1  |
| 13° | Paula Ormaechea      | 0  | 1  |

| Títulos en dobles femeninos | Títulos en dobles femeninos | Títulos en dobles femeninos | Títulos en dobles femeninos |
| Pos.                        | Tenista                     | Títulos                     | Finales                     |
| --------------------------- | --------------------------- | --------------------------- | --------------------------- |
| 1°                          | Paola Suárez                | 44                          | 26 (+2)                     |
| 2°                          | Mercedes Paz                | 21                          | 18 (+1)                     |
| 3°                          | Gisela Dulko                | 17                          | 13 (+1)                     |
| 4°                          | Patricia Tarabini           | 15 (+1)                     | 16                          |
| 5°                          | Gabriela Sabatini           | 13                          | 16                          |
| 6°                          | Laura Montalvo              | 9                           | 5                           |
| 7°                          | Florencia Labat             | 7                           | 10                          |
| 8°                          | Inés Gorrochategui          | 7                           | 7                           |
| 9°                          | Bettina Fulco               | 3                           | 0                           |
| 10°                         | María Irigoyen              | 2                           | 6                           |
| 11°                         | María Emilia Salerni        | 2                           | 4                           |
| 12°                         | María José Gaidano          | 2                           | 1                           |
| 13°                         | Ivanna Madruga              | 1                           | 4                           |
| 14°                         | Nadia Podoroska             | 1                           | 1                           |
| 15°                         | Adriana Villagrán           | 0                           | 6                           |
| 16°                         | Emilse Raponi               | 0                           | 2                           |
| 17°                         | Gabriela Castro             | 0                           | 1                           |
| 17°                         | María Fernanda Landa        | 0                           | 1                           |
| 17°                         | Tatiana Búa                 | 0                           | 1                           |
| 17°                         | María Lourdes Carlé         | 0                           | 1                           |

## Récords de partidos ATP
Tenistas argentinos con más de 100 victorias oficiales en el circuito ATP. Activos en negrita.
| #   | Nombre                 | Victorias | Derrotas | Enfrentamientos | Rendimiento |
| --- | ---------------------- | --------- | -------- | --------------- | ----------- |
| 1.  | Guillermo Vilas        | 951       | 297      | 1248            | 76,2%       |
| 2.  | Juan Martín del Potro  | 439       | 174      | 613             | 71,6%       |
| 3.  | David Nalbandian       | 383       | 192      | 575             | 66,6%       |
| 4.  | José Luis Clerc        | 378       | 152      | 530             | 71,3%       |
| 5.  | Juan Mónaco            | 342       | 271      | 613             | 55,8%       |
| 6.  | Juan Ignacio Chela     | 326       | 277      | 603             | 54,1%       |
| 7.  | Martín Jaite           | 301       | 179      | 480             | 62,7%       |
| 8.  | Gastón Gaudio          | 270       | 196      | 466             | 57,9%       |
| 9.  | Guillermo Cañas        | 252       | 195      | 447             | 56,4%       |
| 10. | Diego Schwartzman      | 251       | 226      | 477             | 52,6%       |
| 11. | Guillermo Pérez Roldán | 241       | 137      | 378             | 63,8%       |
| 12. | Guillermo Coria        | 218       | 114      | 332             | 65,7%       |
| 13. | Agustín Calleri        | 209       | 187      | 396             | 52,8%       |
| 14. | Mariano Zabaleta       | 202       | 213      | 414             | 48,7%       |
| 15. | José Acasuso           | 193       | 183      | 376             | 51,3%       |
| 16. | Horacio de la Peña     | 190       | 180      | 370             | 51,3%       |
| 17. | Leonardo Mayer         | 179       | 197      | 376             | 47,6%       |
| 18. | Federico Delbonis      | 164       | 200      | 364             | 45,1%       |
| 19. | Javier Frana           | 163       | 158      | 321             | 50,8%       |
| 20. | Franco Squillari       | 155       | 165      | 320             | 48,4%       |
| 21. | Franco Davín           | 153       | 155      | 308             | 49,7%       |
| 22. | Alberto Mancini        | 148       | 125      | 273             | 54,2%       |
| 23. | Ricardo Cano           | 138       | 151      | 289             | 47,8%       |
| 24. | Carlos Berlocq         | 134       | 193      | 327             | 41%         |
| 25. | Francisco Cerúndolo    | 133       | 107      | 240             | 55,4%       |
| 26. | Mariano Puerta         | 128       | 118      | 246             | 52%         |
| 27. | Guido Pella            | 128       | 151      | 279             | 45,9%       |
| 28. | Hernán Gumy            | 115       | 128      | 243             | 47,3%       |
| 29. | Sebastián Báez         | 106       | 104      | 210             | 50,5%       |
| 30. | Eduardo Bengoechea     | 103       | 116      | 219             | 47%         |

Victorias por tipo de superficie
| N.º | Tenista         | Arcilla |
| --- | --------------- | ------- |
| 1   | Guillermo Vilas | 681     |
| 2   | José Luis Clerc | 307     |
| 3   | Juan Mónaco     | 236     |
| 4   | Guillermo Pérez | 234     |
| 5   | Martín Jaite    | 231     |

| N.º | Tenista               | Dura |
| --- | --------------------- | ---- |
| 1   | Juan Martín del Potro | 311  |
| 2   | David Nalbandian      | 187  |
| 3   | Juan Ignacio Chela    | 121  |
| 4   | Diego Schwartzman     | 120  |
| 5   | Guillermo Vilas       | 107  |

| N.º | Tenista               | Hierba |
| --- | --------------------- | ------ |
| 1   | Guillermo Vilas       | 66     |
| 2   | Juan Martín del Potro | 40     |
| 3   | Javier Frana          | 40     |
| 4   | David Nalbandian      | 31     |
| 5   | Guillermo Cañas       | 26     |

Victorias por tipo de torneo
| N.º | Tenista               | Grand Slam |
| --- | --------------------- | ---------- |
| 1   | Guillermo Vilas       | 139        |
| 2   | Juan Martín del Potro | 97         |
| 3   | David Nalbandian      | 86         |
| 4   | Diego Schwartzman     | 59         |
| 5   | Juan Ignacio Chela    | 46         |

| N.º | Tenista               | Masters 1000 |
| --- | --------------------- | ------------ |
| 1   | Guillermo Vilas       | 125          |
| 2   | David Nalbandian      | 113          |
| 3   | Juan Martín del Potro | 107          |
| 4   | Juan Mónaco           | 80           |
| 5   | Guillermo Coria       | 72           |
| 5   | Juan Ignacio Chela    | 72           |

Victorias contra Top 10
| N.º | Tenista               | Top 10 |
| --- | --------------------- | ------ |
| 1   | Juan Martín del Potro | 53     |
| 2   | Guillermo Vilas       | 52     |
| 3   | David Nalbandian      | 35     |
| 4   | José Luis Clerc       | 24     |
| 5   | Guillermo Cañas       | 20     |
| 5   | Juan Mónaco           | 20     |

### Top 10 de victorias en tenistas activos
Actualizado al 18 de agosto de 2025.
| P   | Jugador                 | Victorias |
| --- | ----------------------- | --------- |
| 1.  | Francisco Cerúndolo     | 133       |
| 2.  | Sebastián Báez          | 106       |
| 3.  | Tomás Martín Etcheverry | 82        |
| 4.  | Federico Coria          | 56        |
| 5.  | Facundo Bagnis          | 45        |
| 6.  | Juan Ignacio Lóndero    | 35        |
| 7.  | Mariano Navone          | 34        |
| 8.  | Juan Manuel Cerúndolo   | 25        |
| 9.  | Pedro Cachín            | 25        |
| 10. | Renzo Olivo             | 23        |

## Principales jugadores de cada generación
Considerando cada generación como los nacidos en un rango de 5 años de diferencia, los jugadores de cada generación que han estado entre los Top 100 en individuales son los siguientes:
(en negrita los top 10)
| 2000 - 2004 - Sebastián Báez - Mariano Navone - Facundo Díaz Acosta - Juan Manuel Cerúndolo - Francisco Comesaña - Thiago Agustín Tirante - María Lourdes Carlé - Julia Riera - Solana Sierra |  | 1995 - 1999 - Francisco Cerúndolo - Tomás Martín Etcheverry - Pedro Cachín - Camilo Ugo Carabelli - Nadia Podoroska |  | 1990 - 1994 - Diego Schwartzman - Guido Pella - Federico Delbonis - Federico Coria - Juan Ignacio Lóndero - Facundo Bagnis - Guido Andreozzi - Renzo Olivo - Nicolás Kicker - Paula Ormaechea |  | 1985 - 1989 - Juan Martín del Potro - Leonardo Mayer - Horacio Zeballos - Eduardo Schwank - Martín Alund - Gisela Dulko |  | 1980 - 1984 - David Nalbandian - Guillermo Coria - Juan Mónaco - José Acasuso - Carlos Berlocq - Martín Vassallo Argüello - Máximo González - Diego Junqueira - Diego Hartfield - Brian Dabul - Edgardo Massa - Juan Pablo Brzezicki - Juan Pablo Guzmán - Clarisa Fernández - María Emilia Salerni |  | 1975 - 1979 - Gastón Gaudio - Guillermo Cañas - Mariano Puerta - Franco Squillari - Juan Ignacio Chela - Agustín Calleri - Mariano Zabaleta - Sergio Roitman - Paola Suárez - Mariana Díaz Oliva |  |

| 1970 - 1974 - Franco Davín - Gabriel Markus - Hernán Gumy - Lucas Arnold Ker - Gabriela Sabatini - Inés Gorrochategui - Florencia Labat - Cristina Tessi - María José Gaidano |  | 1965 - 1969 - Alberto Mancini - Guillermo Pérez-Roldán - Javier Frana - Horacio de la Peña - Martín Rodríguez - Christian Miniussi - Roberto Azar - Bettina Fulco - Mercedes Paz - Patricia Tarabini - Viviana González - Mariana Pérez Roldán |  | 1960 - 1964 - Martín Jaite - Alejandro Ganzábal - Roberto Argüello - Francisco Yunis - Marcelo Ingaramo - Ivanna Madruga - Claudia Casabianca |  | 1955 - 1959 - José Luis Clerc - Eduardo Bengoechea - Emilse Raponi - Adriana Villagrán |  | 1950 - 1954 - Guillermo Vilas - Ricardo Cano |  | 1945 - 1949 - Modesto Vásquez - Raquel Giscafré |  |

## Resultados en competencias por países

### Copa Davis

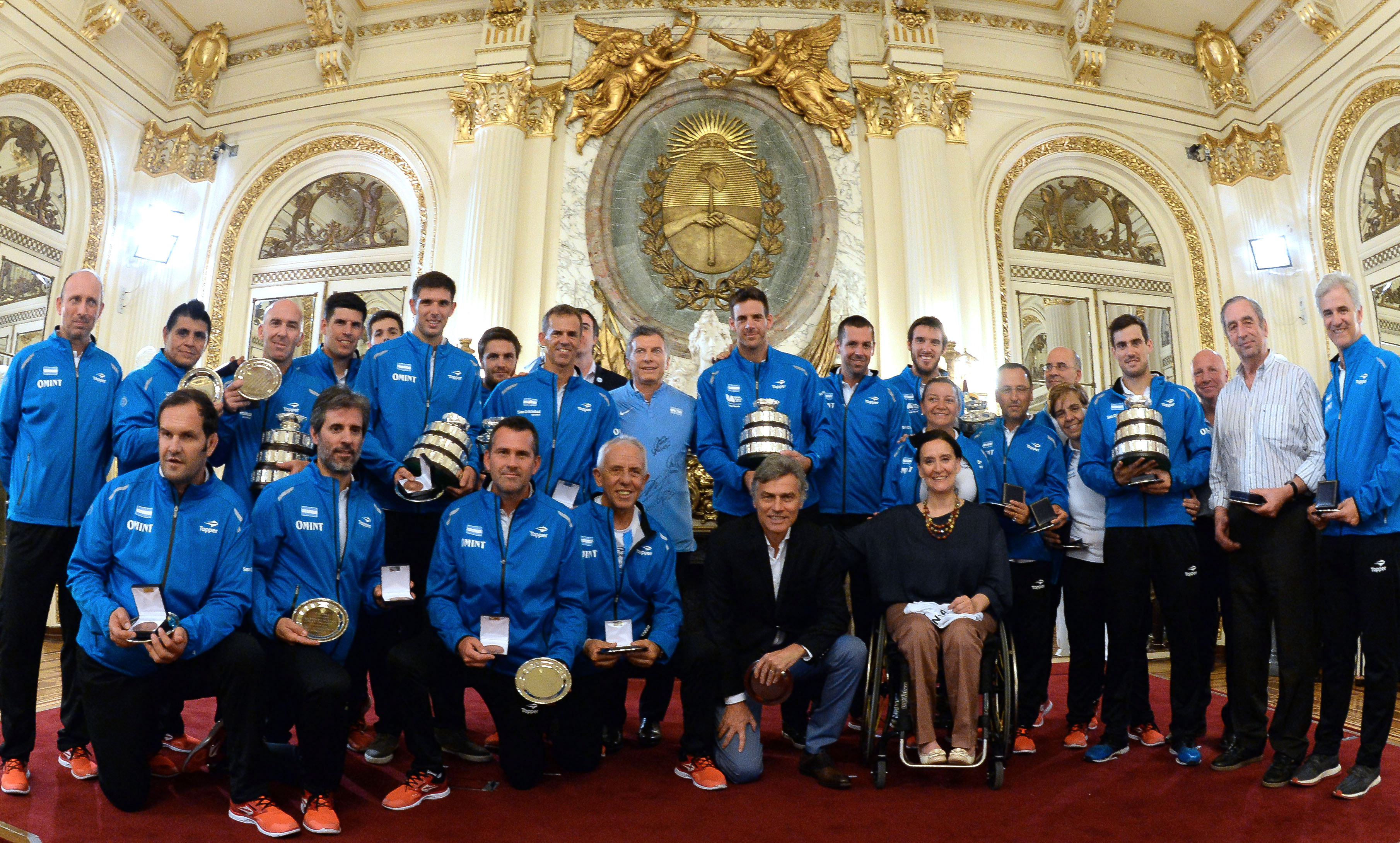
El Equipo de Copa Davis celebrando el título obtenido en 2016.

La primera intervención en la tradicional Copa Davis fue en 1923 en un partido contra Suiza, cuando el equipo perdió por 4-1. Dos años más tarde ganó su primer partido contra Hungría por 2-3. 
Los mejores resultados obtenidos por la Argentina fueron cuando alcanzó la final de la competencia. La primera vez en el año 1981, con la participación de Guillermo Vilas y José Luis Clerc, siendo derrotados por los Estados Unidos de visitante, la segunda vez fue en el año 2006 perdiendo la final contra Rusia en Moscú, la tercera fue en 2008 cuando cayó ante España como local y la última, de nuevo contra España, esta vez de visitante.
Asimismo, Argentina llegó a la semifinal de la Copa Davis en 1977, 1980, 1981, 1983, 1990, 2003, 2003, 2005, 2006, 2008, 2010, 2011 2012 y 2016, habiendo ganado la edición de 2016.
En la final del año 2016, en el último día, con un puntaje de 2-1 a favor de Croacia, tras un disputado partido entre Juan Martín del Potro y Marin Čilić, el tandilense logró remontar un partido desde un 0-2 a un 3-2, logrando así llevar la serie hasta el quinto y último punto.
Este punto fue disputado por Ivo Karlović y Federico Delbonis. El croata no ofreció mucha resistencia a un Delbonis totalmente concentrado y metido en el partido. El argentino pudo ganar el partido en 3 sets corridos, habiendo quebrado el saque del croata varias veces en el partido, y devolviendo la mayoría de sus segundos saques, logrando la hazaña de conquistar la primera Copa Davis para la Argentina, después de cuatro intentos fallidos.
Copa Galea
Argentina venció en la final de este certamen internacional, considerado como la Copa Davis para menores de 23 años, en el año 1977. Se impuso en la final al equipo representativo de Francia. Los integrantes de dicho equipo fueron: José Luis Clerc, Fernando Dalla Fontana y Alejandro Gattiker. 

### Fed Cup
Argentina llegó a la semifinal en 1986 y 1993.

### Copa Mundial por Equipos
Argentina fue campeón del mundo en 1980, cuando se llamaba Copa de las Naciones. Ya con la denominación de Copa Mundial por Equipos, Argentina se consagró campeón en 2002, 2007 y 2010.

### Juegos Olímpicos
Argentina ha logrado cinco medallas olímpicas en tenis, dos de plata y tres de bronce. Las medallas de plata fueron obtenidas por Sabatini en individual femenino en los Juegos Olímpicos de Seúl 1988 y por Juan Martín del Potro en individual masculino en los Juegos Olímpicos de Río de Janeiro 2016. Las medallas de bronce fueron obtenidas por Javier Frana y Christian Miniussi en dobles masculino en los Juegos Olímpicos de Barcelona 1992, por Paola Suárez y Patricia Tarabini en dobles femenino en los Juegos Olímpicos de Atenas 2004 y por Juan Martín del Potro en el individual masculino en los Juegos Olímpicos de Londres 2012.

### Copa Hopman
Argentina ha participado en cinco ediciones de la Copa Hopman. La dupla Guillermo Coria / Gisela Dulko fue finalista en 2005, al derrotar a Alemania, Italia y Rusia, tras lo cual perdió la final ante Eslovaquia. En tanto, no pasó la primera ronda en 1995, 2002, 2006 y 2008.

## Galería de tenistas masculinos destacados
Tenistas Top 20 en individuales, Top 10 en dobles, o con algún logro especial.
|                  |
| Guillermo Vilas. |

|                  |
| José Luis Clerc. |

|                   |
| Franco Squillari. |

|                  |
| Agustín Calleri. |

|                  |
| Guillermo Cañas. |

|                   |
| Mariano Zabaleta. |

|                 |
| Mariano Puerta. |

|                |
| Gastón Gaudio. |

|                     |
| Juan Ignacio Chela. |

|                   |
| David Nalbandian. |

|                  |
| Guillermo Coria. |

|               |
| José Acasuso. |

|              |
| Juan Mónaco. |

|                   |
| Horacio Zeballos. |

|                 |
| Leonardo Mayer. |

|                        |
| Juan Martín del Potro. |

|              |
| Guido Pella. |

|                    |
| Federico Delbonis. |

|                    |
| Diego Schwartzman. |

|                      |
| Francisco Cerúndolo. |

|                 |
| Sebastián Báez. |

## Galería de tenistas femeninas destacadas
|                 |
| Analía Obarrio. |

|                  |
| Felisa Piédrola. |

|              |
| María Terán. |

|                    |
| Gabriela Sabatini. |

|               |
| Paola Suárez. |

|               |
| Gisela Dulko. |